# Hélène de Grèce
Vous lisez un « article de qualité » labellisé en 2016.
Pour les articles homonymes, voir Hélène de Roumanie et Hélène de Grèce (homonymie).
Titre
Reine mère de Roumanie
8 septembre 1940 – 30 décembre 1947
(7 ans, 3 mois et 22 jours)
Hélène de Grèce (en grec moderne : Ελένη της Ελλάδας et en roumain : Elena a Greciei), princesse de Grèce et de Danemark puis reine mère de Roumanie, est née le 20 avril 1896 (2 mai dans le calendrier grégorien) à Athènes, en Grèce, et morte le 28 novembre 1982 à Lausanne, en Suisse. Épouse malheureuse du futur Carol II de Roumanie, Hélène joue un certain rôle durant le second règne de son fils, le roi Michel Ier, entre 1940 et 1947. Son action en faveur des Juifs roumains durant la Seconde Guerre mondiale lui vaut le titre posthume de Juste parmi les nations en 1993.
Fille du roi Constantin Ier de Grèce et de son épouse la reine Sophie de Prusse, la princesse Hélène partage son enfance entre la Grèce, le Royaume-Uni et l'Allemagne. Le déclenchement de la Première Guerre mondiale et le renversement de son père par les Alliés en 1917 marquent durablement la jeune fille, par ailleurs séparée de son frère préféré, le jeune Alexandre Ier de Grèce. Exilée en Suisse avec la plupart des membres de la famille royale, Hélène passe alors plusieurs mois à s'occuper de son père, sujet à la maladie et à la dépression. En 1920, la princesse fait la connaissance de l'héritier du trône de Roumanie, qui ne tarde pas à lui demander sa main. Malgré la réputation sulfureuse du jeune homme, Hélène accepte et s'installe en Roumanie, où elle donne bientôt naissance à un fils unique, prénommé Michel (1921).
La situation de sa famille continue toutefois à préoccuper Hélène, qui se rend plusieurs fois à l'étranger pour y retrouver ses parents, quand elle n'invite pas simplement ses proches à séjourner auprès d'elle à Bucarest. Ce faisant, elle s'éloigne de son mari, qui multiplie les liaisons avant de tomber sous le charme, en 1924, d'une certaine Hélène Lupescu. Finalement, en 1925, le prince Carol abandonne son épouse et renonce au trône pour vivre sa liaison au grand jour. Désemparée, Hélène tente de persuader son mari de revenir vers elle mais finit par accepter le divorce en 1928. Entre-temps, la jeune femme a été proclamée « princesse mère de Roumanie » (1926) et le petit Michel est monté sur le trône sous la régence de son oncle (1927). Cependant, au fil des années, la situation politique de la Roumanie se complique et Carol profite de l'instabilité qui s'accroît pour rentrer à Bucarest en 1930 et s'y faire acclamer roi. Bientôt, le nouveau souverain contraint son ex-femme à s'exiler et ne l'autorise à voir leur fils que deux mois par an à l'étranger.
Dans ces conditions, Hélène s'installe à la villa Sparta de Fiesole (Florence), en Toscane. Toujours aussi proche de sa famille, la princesse héberge ses sœurs Irène et Catherine ainsi que son frère Paul, qui séjourne chez elle par intermittence jusqu'à la restauration de la monarchie grecque, en 1935. Le déclenchement de la Seconde Guerre mondiale et la déposition de Carol II, subséquente au dépeçage de la « Grande Roumanie » en 1940, ramènent toutefois Hélène auprès de son fils, à Bucarest. Soumis à la dictature du général Antonescu et à la vigilance de l'Allemagne nazie, le roi et sa mère servent alors de caution au régime fascisant qui se met en place. Ils n'en montrent pas moins leur opposition à la participation de la Roumanie à l'invasion de l'URSS et à la déportation des Juifs. Finalement, le roi Michel organise un coup d'État contre Antonescu le 23 août 1944 et la Roumanie se retourne contre les forces de l'Axe. Le pays est, malgré tout, occupé par l'Armée rouge et traité en vaincu.
Pour Hélène et son fils, l'après-guerre est marqué par l’ingérence des Soviétiques dans la vie politique roumaine. En mars 1945, le roi doit ainsi accepter un gouvernement communiste sous l'égide de Petru Groza tandis que, l'année suivante, des élections législatives truquées confirment l'hégémonie du PCR sur le pays. Finalement, Michel Ier est contraint d'abdiquer le 30 décembre 1947 et la famille royale prend le chemin de l'exil. Hélène retourne alors vivre à la villa Sparta, où elle partage son temps entre sa famille, le jardinage et la découverte de l'art italien. De plus en plus préoccupée par ses finances, Hélène quitte finalement l'Italie pour la Suisse en 1979 et meurt auprès de son fils trois ans plus tard.

## Famille
Hélène est la troisième enfant du roi Constantin Ier de Grèce (1868-1923) et de sa femme, la reine Sophie de Prusse (1870-1932). Par son père, c'est une descendante du roi Christian IX de Danemark (1818-1906), surnommé le « beau-père de l'Europe », tandis que, par sa mère, c'est une arrière-petite-fille de la reine Victoria du Royaume-Uni (1819-1901), surnommée la « grand-mère de l'Europe ».
Le 25 février 1921 (10 mars dans le calendrier grégorien), Hélène épouse le futur Carol II de Roumanie (1893-1953), fils du roi Ferdinand Ier de Roumanie (1865-1927) et de son épouse la reine Marie de Saxe-Cobourg-Gotha (1875-1938), surnommée la « belle-mère des Balkans ».
De ce mariage malheureux, qui se termine par un divorce en 1928, naît un seul enfant :
- Michel Ier de Roumanie (1921-2017), roi de Roumanie, qui épouse la princesse Anne de Bourbon-Parme (1923-2016), fille du prince René de Bourbon-Parme (1894-1962) et de la princesse Marguerite de Danemark (1895-1992).

## Biographie

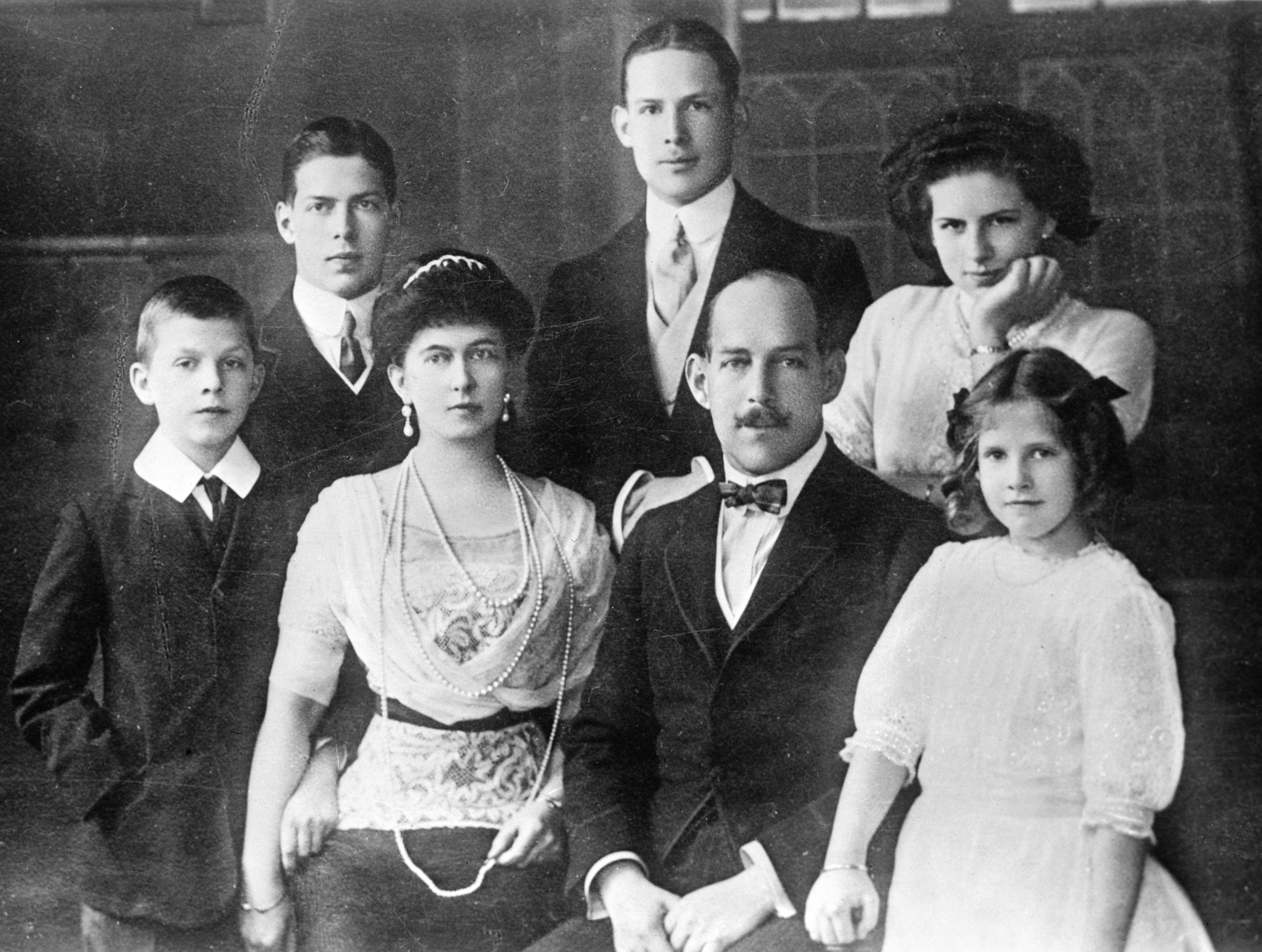
La famille royale hellène vers 1914. Au centre, on peut voir la reine Sophie et le roi Constantin Ier de Grèce avec, autour d'eux, de gauche à droite, les futurs rois Paul Ier, Alexandre Ier et Georges II de Grèce ainsi que les futures reines Hélène de Roumanie et Irène de Croatie.

### Princesse de Grèce

#### Une enfance grecque
Fille du diadoque Constantin de Grèce et de la princesse Sophie de Prusse, Hélène voit le jour le 20 avril 1896 (2 mai dans le calendrier grégorien) à Athènes, en Grèce. Bébé, elle reçoit le surnom de « Sitta », qui est une déformation du mot anglais sister (sœur), que son frère Alexandre ne parvient pas à prononcer correctement,. En grandissant, Hélène nourrit d'ailleurs une affection particulière pour Alexandre, qui a presque le même âge qu'elle,.
Hélène passe la majeure partie de son enfance dans la capitale grecque. Chaque été, l'enfant et sa famille quittent cependant le royaume hellène pour voyager en Méditerranée à bord du yacht royal Amphitrite ou pour rendre visite à la mère de Sophie, l'impératrice douairière Victoria, en Allemagne. À partir de l'âge de 8 ans, Hélène suit, par ailleurs, des cours d'été au Royaume-Uni, dans les régions de Seaford et d'Eastbourne,,. La princesse grandit en effet dans un environnement anglophile, au milieu d'une cohorte de précepteurs et de gouvernantes britanniques, parmi lesquelles une certaine Miss Nichols s'occupe tout particulièrement d'elle,.

#### Du « coup de Goudi » aux guerres balkaniques

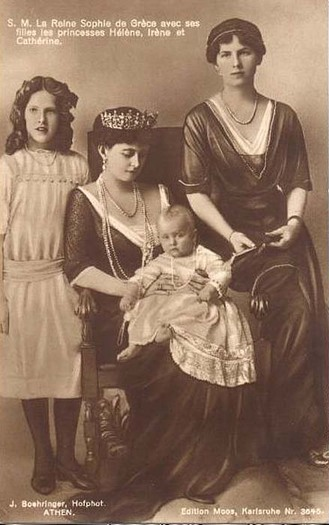
La reine Sophie entourée de ses filles Irène (à gauche), Catherine (sur ses genoux) et Hélène (à droite) peu avant la Première Guerre mondiale.

Le 15 août 1909 (28 août dans le calendrier grégorien), un groupe d’officiers grecs, réunis dans la « Ligue militaire  », organise un coup d’État contre le gouvernement du roi Georges Ier, grand-père d'Hélène. Bien que se déclarant monarchistes, les membres de la Ligue, dirigée par Nikólaos Zorbás, demandent au souverain de démettre ses fils de l’armée. Officiellement, il s'agit de protéger les princes des jalousies que pourraient faire naître leurs amitiés avec certains militaires. Mais la réalité est bien différente : les officiers blâment le diadoque Constantin pour la défaite de la Grèce face à l'Empire ottoman lors de la guerre de Trente jours (1897).
Dans le pays, la situation est si tendue que les fils de Georges Ier sont obligés de démissionner de leurs postes militaires afin d’épargner à leur père la honte de devoir les renvoyer. Le diadoque est par ailleurs conduit à quitter la Grèce avec son épouse et leurs enfants. Pendant plusieurs mois, la famille s'installe donc à Kronberg, en Allemagne. Hélène a alors 14 ans et c'est la première fois de sa vie qu'elle connaît l'exil.
Après bien des tensions, la situation politique finit par s'apaiser en Grèce et Constantin et sa famille sont finalement autorisés à rentrer dans leur patrie. En 1911, le diadoque est même restauré dans ses fonctions militaires par le Premier ministre Elefthérios Venizélos. Un an plus tard, éclate la Première Guerre balkanique, qui permet à la Grèce d'annexer de vastes territoires en Macédoine, en Épire, en Crète et en Égée. C'est également à la fin de ce conflit que meurt le roi Georges Ier, assassiné à Thessalonique le 5 mars 1913 (18 mars dans le calendrier grégorien), et que Constantin Ier lui succède sur le trône hellène,.
Après ces événements, Hélène passe de longues semaines à visiter la Grèce, dont elle ne connaissait auparavant que les principales villes et l'île de Corfou. Avec son père et le prince Alexandre, elle découvre ainsi la Macédoine grecque et les différents champs de bataille du premier conflit balkanique. Cependant, cette période de calme est de courte durée car la Deuxième Guerre balkanique éclate dès juin 1913. Cette fois encore, la Grèce sort victorieuse du conflit, ce qui lui permet d'étendre considérablement son territoire, qui s'agrandit de 68 % au traité de Bucarest par rapport à la veille des guerres balkaniques en 1912.

#### Première Guerre mondiale

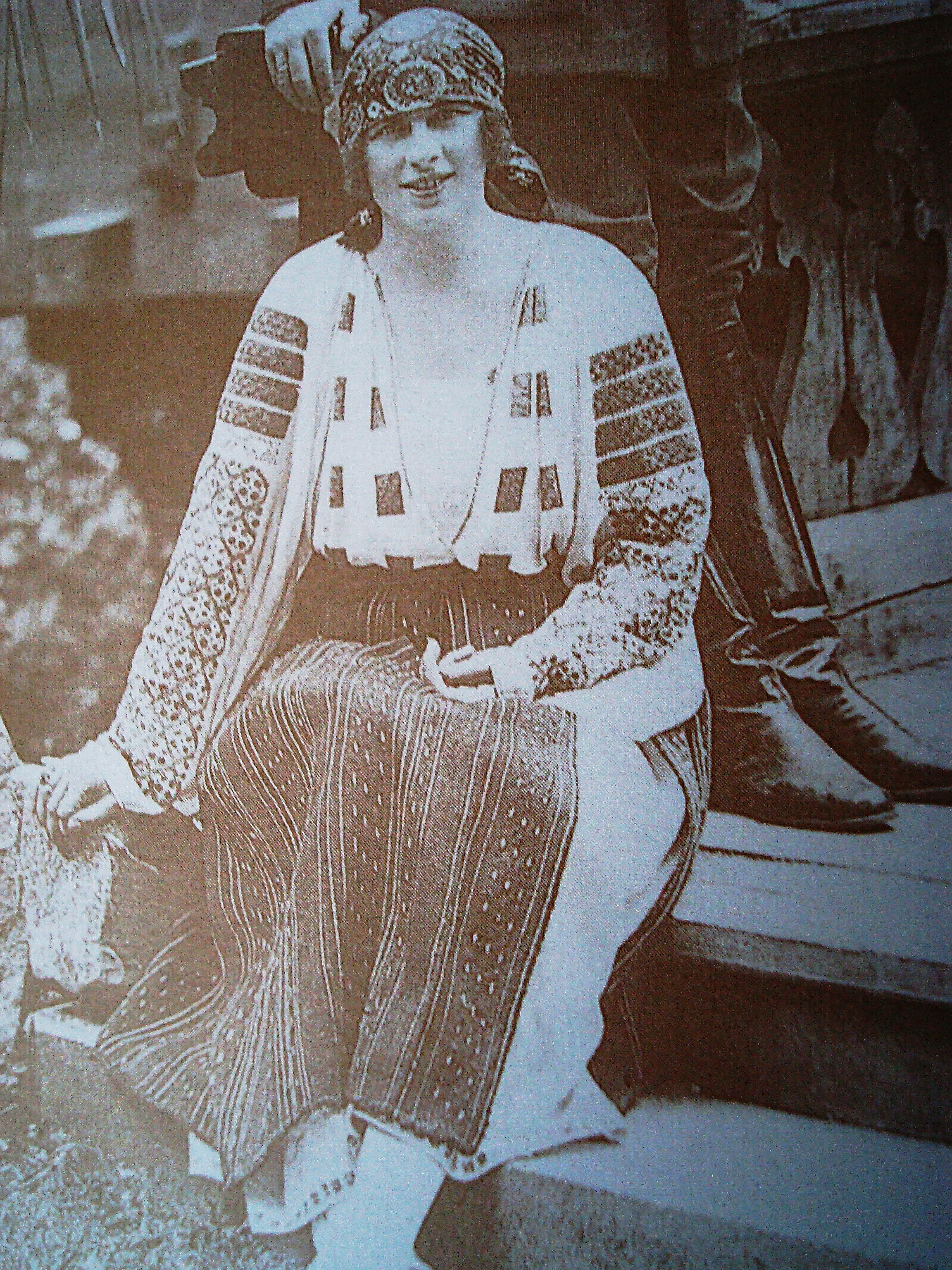
La princesse Hélène de Grèce dans les années 1920.

Pendant la Première Guerre mondiale, le roi Constantin Ier cherche à maintenir le royaume de Grèce dans une position de neutralité. Il considère en effet que son pays n'est pas prêt à participer à un nouveau conflit après les guerres balkaniques. Mais, formé en Allemagne et lié au Kaiser Guillaume II dont il est le beau-frère, Constantin est rapidement accusé de soutenir la Triple-Alliance et de souhaiter la défaite des Alliés. Bientôt, le souverain rompt avec son Premier ministre, Elefthérios Venizélos, qui est quant à lui convaincu de la nécessité de soutenir les pays de la Triple-Entente pour rattacher les minorités grecques de l'Empire ottoman et des Balkans au royaume hellène, la « Grande Idée ». Protégé par les pays de l'Entente, et par la République française en particulier, l'homme d'État forme à Thessalonique, en octobre 1916, un Gouvernement de défense nationale parallèle à celui du monarque. Le centre de la Grèce est alors occupé par les forces alliées et le pays est en passe de sombrer dans la guerre civile : c'est le « Schisme national »,.
Affaibli par toutes ces tensions, Constantin Ier tombe gravement malade en 1915. Atteint d’une pleurésie aggravée d’une pneumonie, il prend le lit durant plusieurs semaines et manque de mourir. En Grèce, l’opinion publique s’émeut, d’autant qu’une rumeur, propagée par les vénizélistes, dit que le roi n’est pas malade mais que la reine Sophie l’a, en réalité, blessé au cours d’une dispute où elle prétendait le forcer à entrer en guerre aux côtés du Kaiser. La santé du souverain décline tellement qu’un navire est envoyé dans l’île de Tinos afin d’y chercher l'icône miraculeuse de la Vierge à l'Enfant censée soigner les malades. Après avoir embrassé l’image pieuse, le roi recouvre partiellement la santé mais sa situation reste préoccupante et il faut l’opérer avant qu’il puisse reprendre ses fonctions,. Ces événements ont un impact particulier sur la princesse Hélène, qui est très proche de son père. Impressionnée par sa rémission, elle développe une religiosité plus profonde, qu'elle conserve ensuite tout au long de sa vie.
En dépit de ces difficultés, Constantin Ier refuse de modifier sa politique et doit faire face à l'opposition toujours plus nette de l'Entente et des vénizélistes. Ainsi, le 18 novembre 1916 (1er décembre dans le calendrier grégorien), des combats, dits « Vêpres grecques », opposent des soldats alliés à des réservistes grecs à Athènes et la flotte française bombarde le palais royal. À cette occasion, Hélène manque d'être tuée par des tirs provenant du Zappéion. Entendant les coups de feu et inquiète pour la vie de son père, la princesse sort en effet dans les jardins du palais royal mais elle est sauvée par un garde-du-corps du roi, qui la prend sur son dos et la ramène à l'intérieur du palais.
Finalement, le 28 mai 1917 (10 juin dans le calendrier grégorien), Charles Jonnart, le Haut-Commissaire de l'Entente en Grèce, ordonne au roi de quitter le pouvoir. Sous la menace d'un débarquement de l'Entente au Pirée, le souverain accepte de partir en exil, sans toutefois abdiquer officiellement. Les Alliés ne souhaitant pas instaurer la république en Grèce, l’un des membres de sa famille doit lui succéder. Or, le diadoque Georges est jugé tout aussi germanophile que son père parce qu'il a lui aussi été formé en Allemagne. Il est par ailleurs considéré comme peu malléable, alors que c'est un souverain fantoche que les ennemis de Constantin veulent mettre sur le trône. C’est donc finalement le frère cadet du diadoque, Alexandre, que Venizélos et l’Entente choisissent comme nouveau roi,,.

### De l'exil au mariage roumain

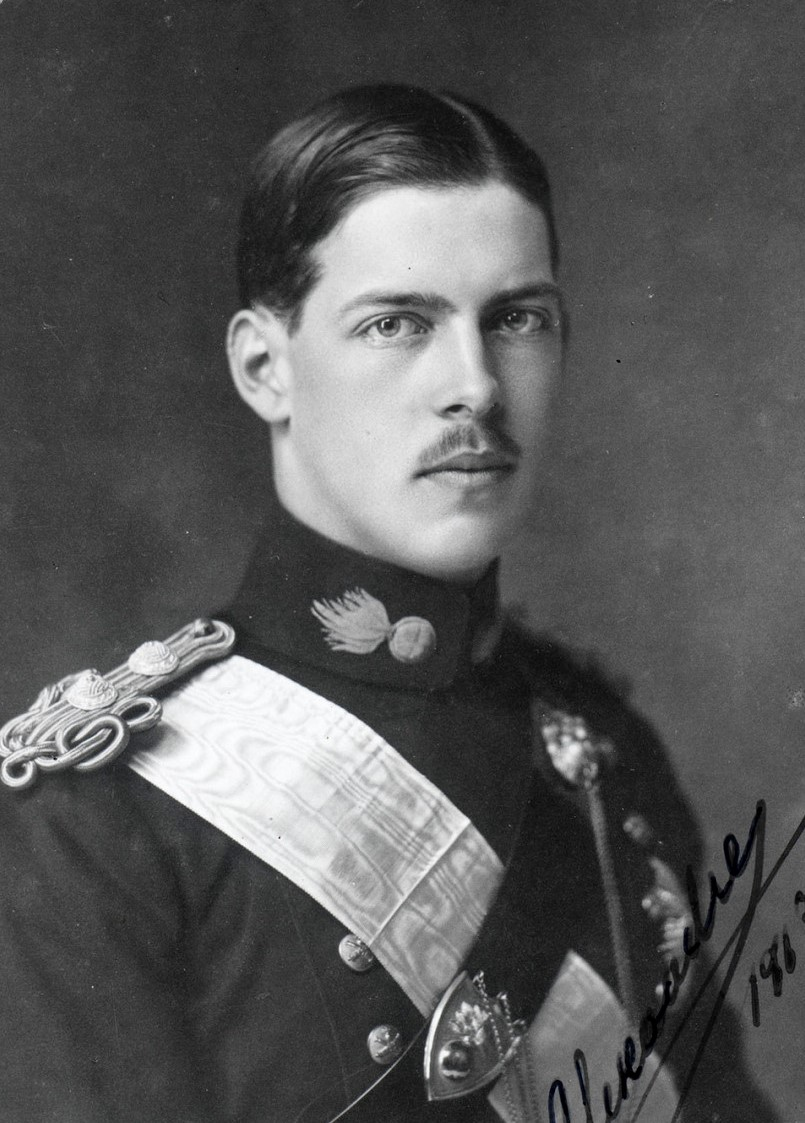
Le roi Alexandre Ier, frère préféré d'Hélène, vers 1917.

#### L'exil en Suisse
Le 29 mai 1917 (11 juin dans le calendrier grégorien), la famille royale fuit, en secret, le palais d’Athènes, encerclé par une foule loyaliste qui refuse de la voir partir. Dans les jours qui suivent, Constantin, Sophie et cinq de leurs enfants quittent la Grèce, à Oropos, et prennent le chemin de l'exil. C’est la dernière fois qu'Hélène voit son frère préféré. De fait, dès leur retour au pouvoir, les vénizélistes interdisent tout contact entre Alexandre Ier et le reste de la famille royale.
Après avoir traversé la mer Ionienne et l’Italie, Hélène et sa famille s'installent en Suisse alémanique, entre Saint-Moritz, Zurich et Lucerne,,. Dans leur exil, les parents d'Hélène sont bientôt suivis par la quasi-totalité des membres de la maison de Grèce, qui quittent leur pays avec le retour de Venizélos à la tête du cabinet et l’entrée en guerre d'Athènes aux côtés de l’Entente. Or, la situation financière de la famille royale n’est pas des plus brillantes et Constantin, hanté par un profond sentiment d’échec, ne tarde pas à retomber malade. En 1918, il contracte ainsi la grippe espagnole et manque, une fois encore, de mourir.
Très préoccupées par le sort de leur père, Hélène et ses sœurs Irène et Catherine passent de longs moments avec lui afin de lui faire oublier ses soucis. Hélène cherche par ailleurs à reprendre contact avec Alexandre Ier. Elle profite ainsi du séjour de son frère à Paris en 1919 pour essayer de l'appeler par téléphone. Cependant, l'officier qui escorte le roi dans la capitale française refuse de lui passer ses communications et celles des autres membres de la famille royale,,.

#### Rencontre avec le prince Carol de Roumanie

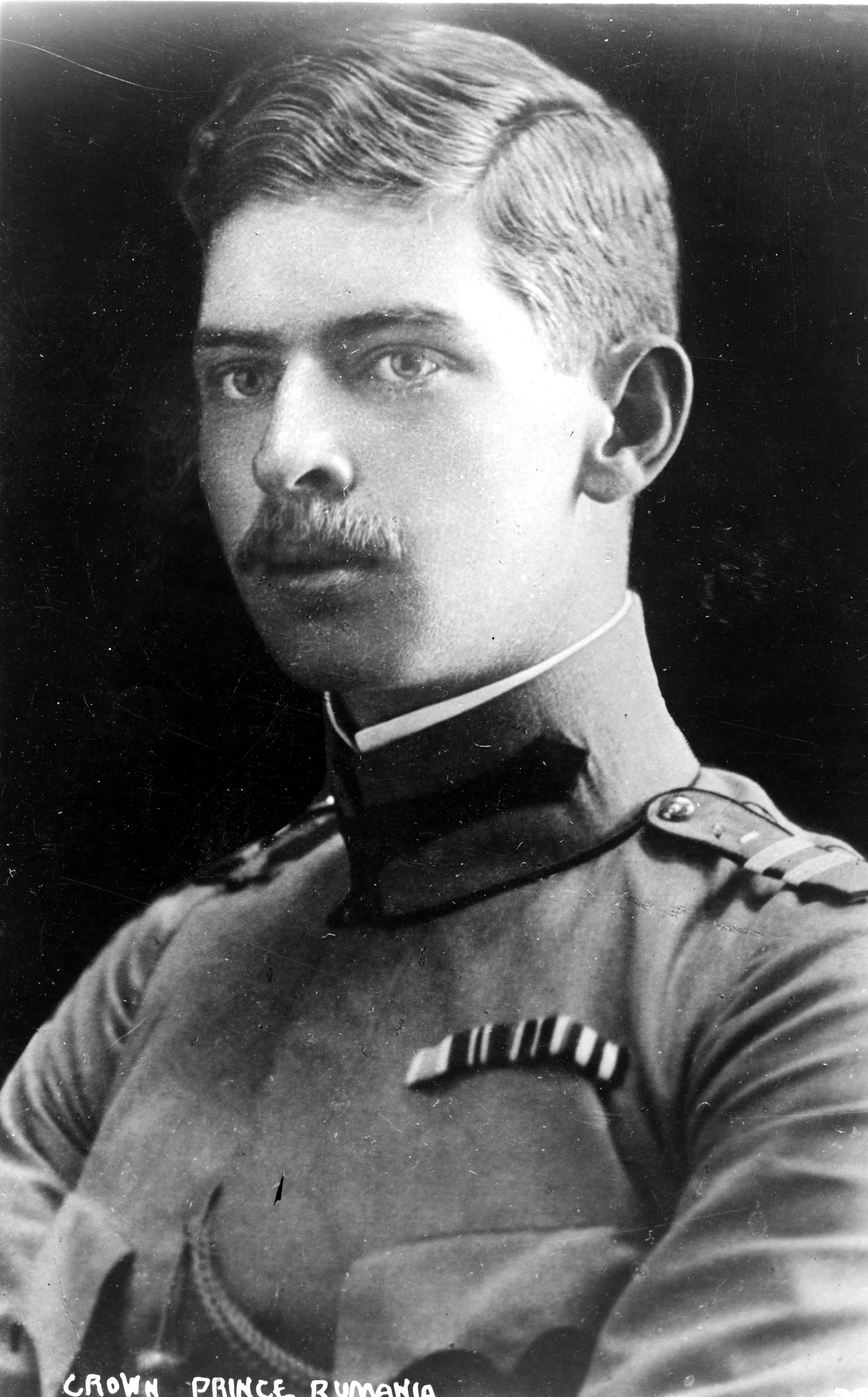
Le prince Carol de Roumanie en 1915.

En 1920, les exilés grecs reçoivent la visite de la reine de Roumanie et de ses filles Élisabeth, Marie et Ileana à Lucerne. Inquiète pour l'avenir de son aînée, âgée de 25 ans et encore célibataire, la souveraine espère en effet la marier au diadoque Georges, qui lui a déjà demandé sa main quelques années auparavant. Sans patrie, désargenté et sans réel projet politique depuis son exclusion du trône en 1917, le frère aîné d'Hélène réitère sa demande en mariage à la princesse Élisabeth et cette dernière se résout à l'accepter, malgré ses réticences,. Ravie d'être parvenue à ses fins, la reine de Roumanie invite alors son futur gendre et ses sœurs Hélène et Irène à se rendre à Bucarest afin d'y annoncer publiquement les fiançailles princières. Poussées par leur père, Constantin Ier, les deux jeunes filles acceptent et le départ est fixé au 2 octobre. Entre-temps, un autre membre de la famille royale de Roumanie rejoint Lucerne. Rentré d'un voyage autour du monde destiné à l'éloigner de son épouse morganatique et de son fils, le prince royal Carol se greffe ainsi au petit groupe de voyageurs,,.
En Roumanie, Georges, Hélène et Irène sont reçus avec faste par la famille royale. Logés au château de Pelișor, ils sont au centre des fêtes qui accompagnent le retour du prince Carol dans son pays (10 octobre) et l'annonce des fiançailles d'Élisabeth avec le diadoque (12 octobre). Le séjour des princes grecs est cependant de courte durée. Le 24 octobre, un télégramme annonce en effet le décès, à Zurich, de la duchesse douairière de Saxe-Cobourg-Gotha, mère de la reine de Roumanie. Le lendemain, un autre message annonce aux princes grecs qu'Alexandre Ier vient subitement de mourir, à Athènes, des suites d'une morsure de singe,,.
Dans ces circonstances, les trois princes grecs et la reine de Roumanie décident de retourner en urgence en Suisse. Ému par la situation et sans doute poussé par sa mère, le prince Carol se joint, au dernier moment, au voyage. Lui qui s'était montré froid et distant vis-à-vis d'Hélène durant son séjour roumain se révèle tout à coup plein d'attentions pour la princesse. Durant le trajet en train, les deux jeunes gens se racontent leur vie et le prince se confie à Hélène sur son aventure avec Zizi Lambrino. Abattue par le deuil et décidée à ne plus revoir la Grèce sans son frère, Hélène tombe alors sous le charme de l'héritier du trône roumain,,,.

#### Entre mariage et restauration

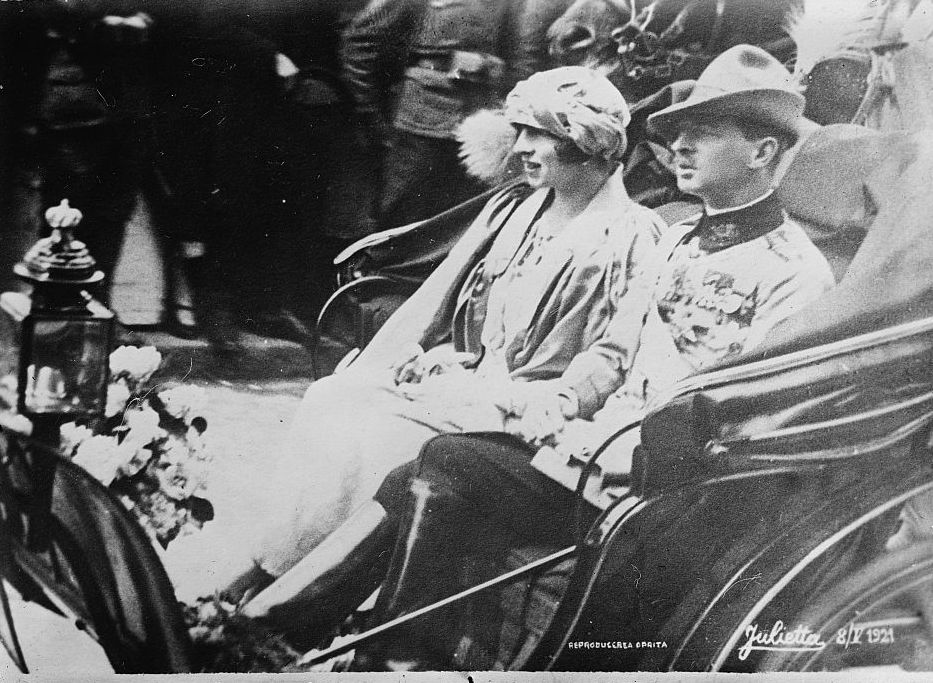
Hélène et Carol en 1921.

Peu après leur arrivée en Suisse, le prince Carol demande la main d'Hélène, ce qui fait la joie de la reine de Roumanie, mais pas celle des parents de la princesse. Hélène étant décidée à accepter la proposition de mariage, le roi Constantin Ier fait preuve d'une certaine bienveillance vis-à-vis du projet, mais il exige des gages concernant la dissolution du mariage de Carol et de Zizi Lambrino. De son côté, la reine Sophie se montre beaucoup moins favorable au projet matrimonial. N'ayant aucune confiance dans le prince, elle tente de convaincre sa fille de refuser la proposition. Cependant, Hélène s'entête et, malgré les objurgations de sa mère, les fiançailles sont annoncées à Zurich en novembre 1920,,,,.
Pendant ce temps, en Grèce, les vénizélistes perdent les élections législatives au profit des partisans de Constantin Ier, le 1er novembre 1920 (14 novembre dans le calendrier grégorien). Désireux de résoudre la question dynastique, le nouveau cabinet organise, le 22 novembre 1920 (5 décembre dans le calendrier grégorien), un référendum au résultat contesté par lequel 99 % des votants demandent la restauration du souverain. Dans ces conditions, la famille royale rentre à Athènes et Hélène revient dans son pays au bras de son fiancé. Durant deux mois, les deux jeunes gens partent ensuite à la découverte de la Grèce intérieure et de ses ruines antiques. Ils rentrent ensuite à Athènes pour y célébrer leurs noces à la cathédrale métropolitaine le 25 février 1921 (10 mars dans le calendrier grégorien),. Les jeunes mariés passent ensuite leur lune de miel à Tatoï, où ils restent deux longs mois avant de rentrer en Roumanie, le 8 mai 1921,,.

### Princesse royale de Roumanie

#### Installation en Roumanie

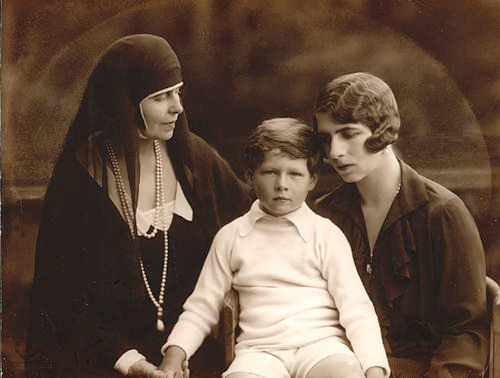
La reine Marie de Roumanie, le prince Michel et la princesse Hélène vers 1930.

Lors de son retour en Roumanie, Hélène est déjà enceinte. Avec Carol, elle séjourne quelque temps au palais Cotroceni, où les fastes et le protocole de la Cour l'impressionnent et l'ennuient à la fois. Puis, le couple établit sa résidence au Foișor, un élégant chalet de style suisse construit par les souverains dans le domaine du château de Peleș, à Sinaia,. C'est là que la princesse met au monde, après seulement sept mois de grossesse, son unique enfant, le prince Michel, prénommé ainsi en hommage à Michel le Brave, premier unificateur des principautés roumaines. L'accouchement, qui se déroule le 25 octobre 1921, se passe difficilement et nécessite une intervention chirurgicale. Il affaiblit considérablement Hélène, à qui les médecins interdisent une seconde grossesse,,.
Une fois la princesse rétablie, le couple déménage à Bucarest, dans une vaste villa de la chaussée Kiseleff. En dépit de leurs centres d'intérêts très différents, Carol et Hélène mènent, durant quelque temps, une existence quasi bourgeoise. Le matin, l'héritier du trône remplit ses fonctions officielles et, l'après-midi, chacun vaque à ses occupations favorites. Tandis que le prince héritier se livre à la lecture et à ses collections de timbres, Hélène pratique l'équitation ou se consacre à la décoration de leur demeure,,. La princesse s'implique aussi dans les œuvres sociales et fonde une école d'infirmières dans la capitale. Elle est par ailleurs nommée colonel honoraire du neuvième régiment de cavalerie roumain.

#### Hélène retrouve sa famille
Pendant ce temps, la situation politique se détériore à Athènes. Englué dans la guerre gréco-turque depuis 1919, le royaume hellène traverse une période de troubles et la santé du roi Constantin Ier se détériore à nouveau. Inquiète pour l'avenir de son père, Hélène demande à son époux l'autorisation de rentrer en Grèce. Le couple et son enfant part donc pour Athènes à la fin du mois de janvier 1922. Mais, tandis que Carol quitte la patrie de sa femme en février pour assister aux fiançailles de sa sœur Marie avec le roi Alexandre Ier de Yougoslavie, Hélène reste auprès de ses parents jusqu'en avril et ramène en Roumanie sa sœur Irène. Pendant ce temps, le prince héritier renoue avec une ancienne maîtresse, l'actrice Mirella Marcovici,. 

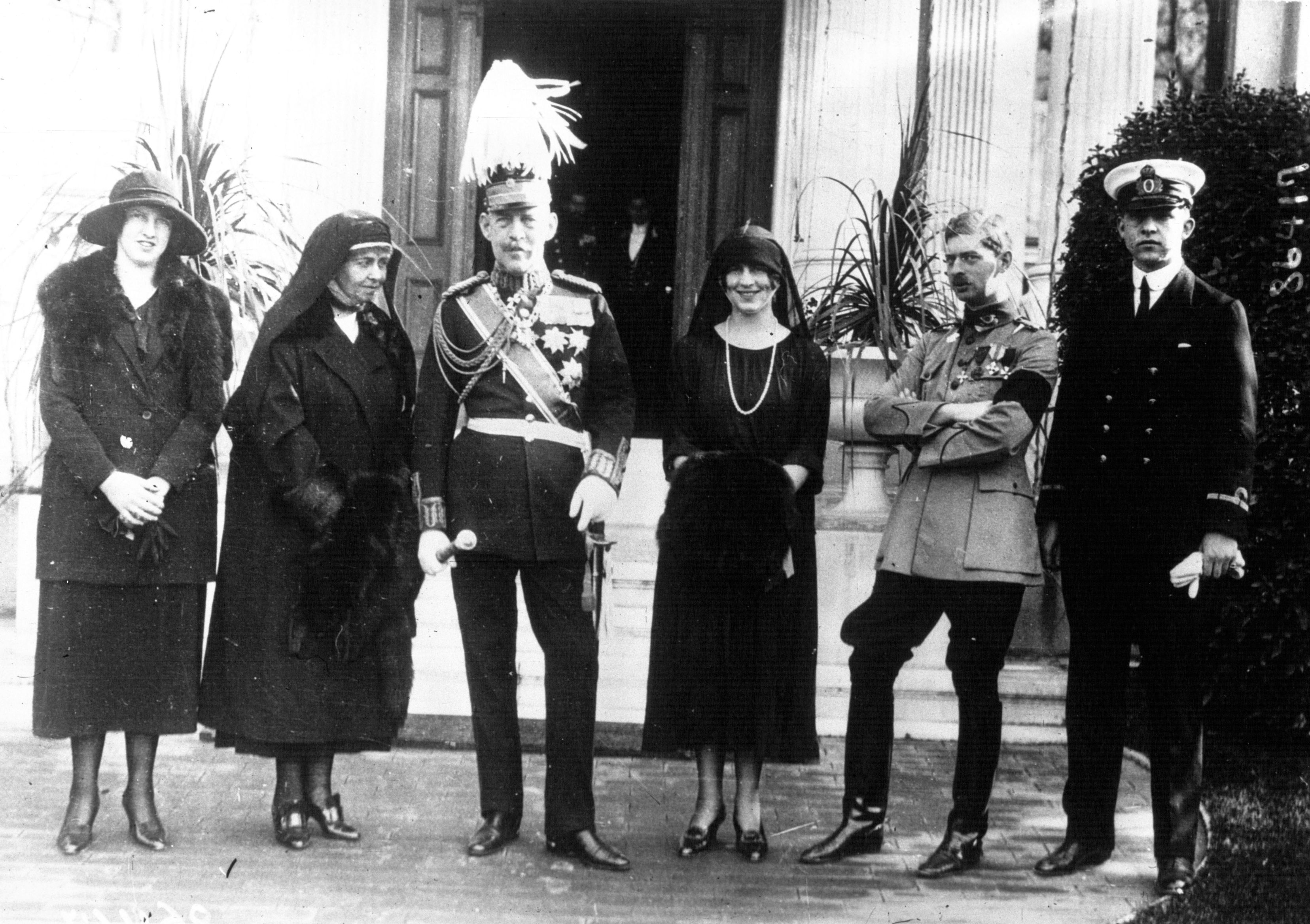
La princesse Irène, la reine Sophie, le roi Constantin, la princesse Hélène, le prince Carol et le diadoque Georges (1921).

En juin 1922, Carol et Hélène se rendent à Belgrade avec la famille royale de Roumanie au grand complet pour assister au mariage d'Alexandre Ier et de Marie. De retour à Bucarest, la princesse grecque assume ensuite son rôle d'épouse de l'héritier du trône. Elle participe ainsi aux actes officiels et accompagne les souverains et son mari durant les cérémonies qui ponctuent la vie de la monarchie. Comme toutes les femmes de son rang, Hélène s'investit par ailleurs dans les œuvres sociales. Malgré tout, la princesse continue à se préoccuper pour sa famille, et même les visites de sa sœur Irène, de sa tante Marie et de ses cousines grecques ne parviennent pas à la consoler de l'éloignement de ses parents.
Le 11 septembre 1922 (24 septembre dans le calendrier grégorien), un coup d'État militaire oblige le roi Constantin Ier, rendu responsable de la Grande Catastrophe, à abdiquer au profit de son fils Georges II, et à repartir en exil. Sans réel pouvoir et dépassé par les révolutionnaires, après l'échec d'une tentative de coup d'État royaliste en octobre 1923, le nouveau souverain doit à son tour abandonner la couronne après seulement quinze mois de règne, laissant place à la Deuxième République hellénique. Dévastée par les événements, Hélène ne pense plus, dès lors, qu'à retrouver ses parents dans leur exil italien. Peu après le couronnement du roi Ferdinand Ier et de la reine Marie de Roumanie à Alba Iulia le 15 octobre 1920, la princesse part donc pour Palerme, où elle reste jusqu'après la mort de son père, le 11 janvier 1923,.
Lassé par l'absence de sa femme, Carol finit par inviter sa belle-mère à séjourner à Bucarest. Cependant, la reine douairière ne vient pas seule et ce sont pas moins de quinze princes et princesses grecs qui s'installent, sans prévenir, dans sa demeure. De plus en plus irrité par la présence envahissante de sa belle-famille, Carol est en outre blessé par Hélène, qui lui interdit toujours le lit conjugal. Jaloux, il soupçonne alors son épouse d'être tombée sous le charme du prince Amédée de Savoie-Aoste, hôte régulier du roi et de la reine de Grèce en Sicile. Dans ces conditions, Hélène et Carol s'éloignent et la princesse sauve les apparences en consacrant de plus en plus de temps à l'éducation de son fils, le prince Michel.

#### L'abandon du prince Carol

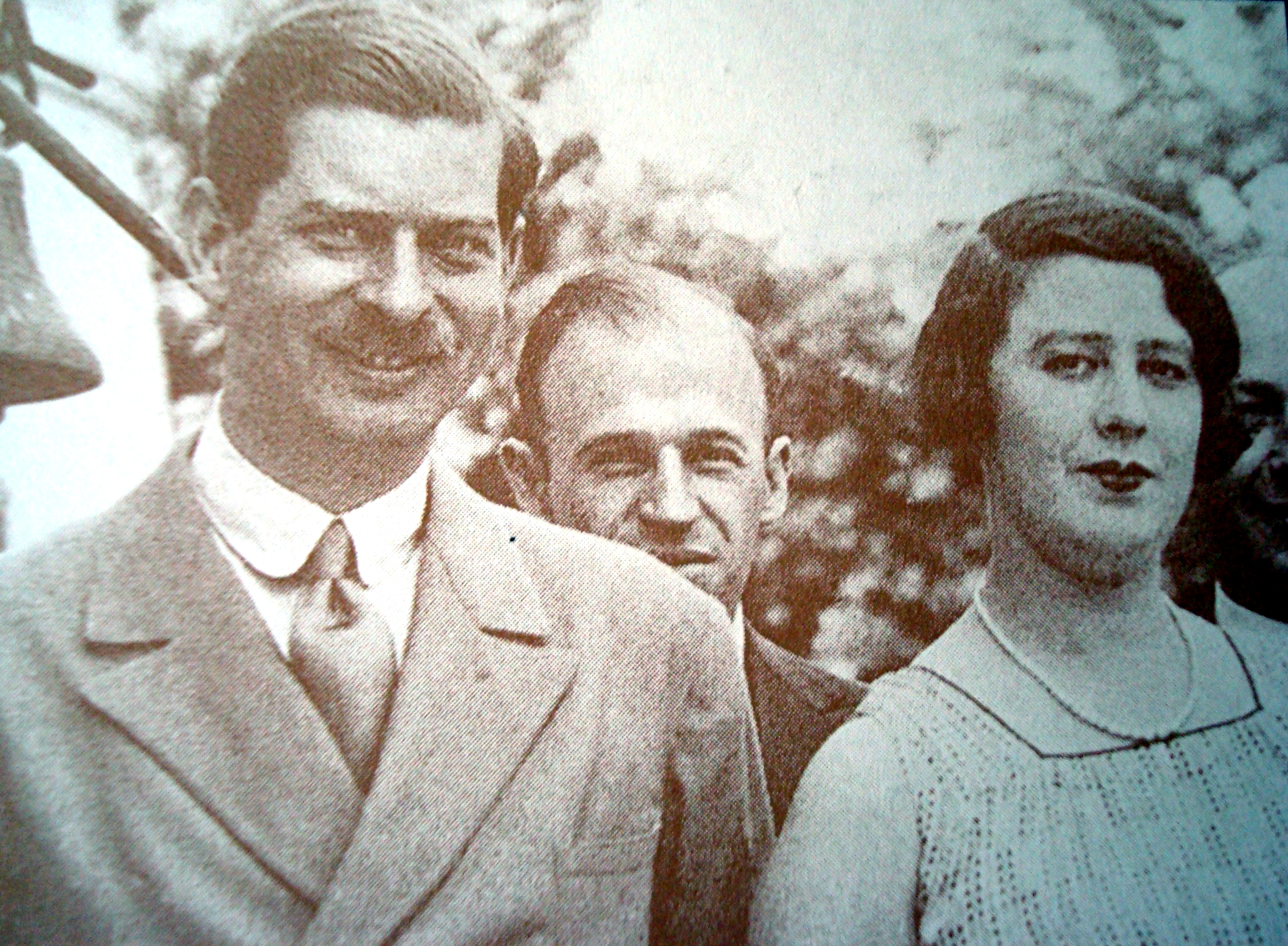
Le prince Carol et sa maîtresse, « Magda Lupescu ».

À l'été 1924, Carol rencontre une courtisane du nom d'Hélène Lupescu (plus connue sous l'identité de « Magda Lupescu »), avec laquelle il entame une liaison à partir du 14 février 1925. Depuis son mariage, ce n'est pas la première relation extraconjugale que noue le prince. C'est cependant la plus sérieuse et elle ne tarde pas à préoccuper Hélène, d'habitude plus conciliante, et le reste de la famille royale de Roumanie, qui craint de voir la Lupescu se transformer en une nouvelle Zizi Lambrino. En novembre 1925, Carol est envoyé au Royaume-Uni pour y représenter sa famille aux funérailles de la reine douairière Alexandra. Malgré les promesses faites à son père, le roi Ferdinand Ier, il profite de ce voyage à l'étranger pour retrouver sa maîtresse et vivre sa liaison au grand jour,. Refusant de rentrer à Bucarest, Carol finit par renoncer officiellement au trône et à ses prérogatives de prince royal (28 décembre 1925),.
En Roumanie, Hélène est désemparée par l'attitude de Carol,, d'autant que la reine Marie la rend en partie responsable de l'échec de son mariage. La princesse écrit alors à son époux pour le convaincre de regagner son foyer,. Elle tente par ailleurs de convaincre la classe politique de retarder l'exclusion de Carol de la succession royale et propose à sa belle-famille de se rendre elle-même à l'étranger pour y rencontrer son mari. Cependant, le Premier ministre Brătianu, qui déteste l'héritier du trône à cause de ses sympathies pour le Parti paysan, s'y oppose catégoriquement. Le chef du gouvernement accélère même la procédure d'exclusion en convoquant les deux chambres du Parlement pour qu'elles enregistrent l'acte de renonciation du prince et nomment le petit prince Michel héritier du trône,.
Début 1926, une ordonnance royale confère à Hélène le titre de « princesse mère » et lui attribue, en outre, une liste civile, privilège jusque-là réservé aux souverains et à l'héritier du trône. Le roi Ferdinand Ier étant atteint d'un cancer, un conseil de régence est, par ailleurs, constitué pour pallier la minorité de Michel avec, à sa tête, le prince Nicolas, assisté du Patriarche Miron et du magistrat Gheorghe Buzdugan, remplacé à sa mort en 1929 par Constantin Sărățeanu. Malgré cela, Hélène continue à espérer le retour de son époux et refuse avec obstination les demandes en divorce qu'il lui adresse depuis l'étranger,.
En juin 1926, peu avant la mort de son beau-père, Hélène se rend en Italie pour y assister aux funérailles de sa grand-mère paternelle, la reine douairière Olga, et retrouver sa mère, installée à la villa Bobolina, à Fiesole. La princesse profite de ce séjour italien pour essayer de rencontrer son époux mais, après avoir d'abord accepté un rendez-vous avec Hélène, ce dernier annule l'entretien au dernier moment.

### Du premier règne de MichelIerà l'exil italien

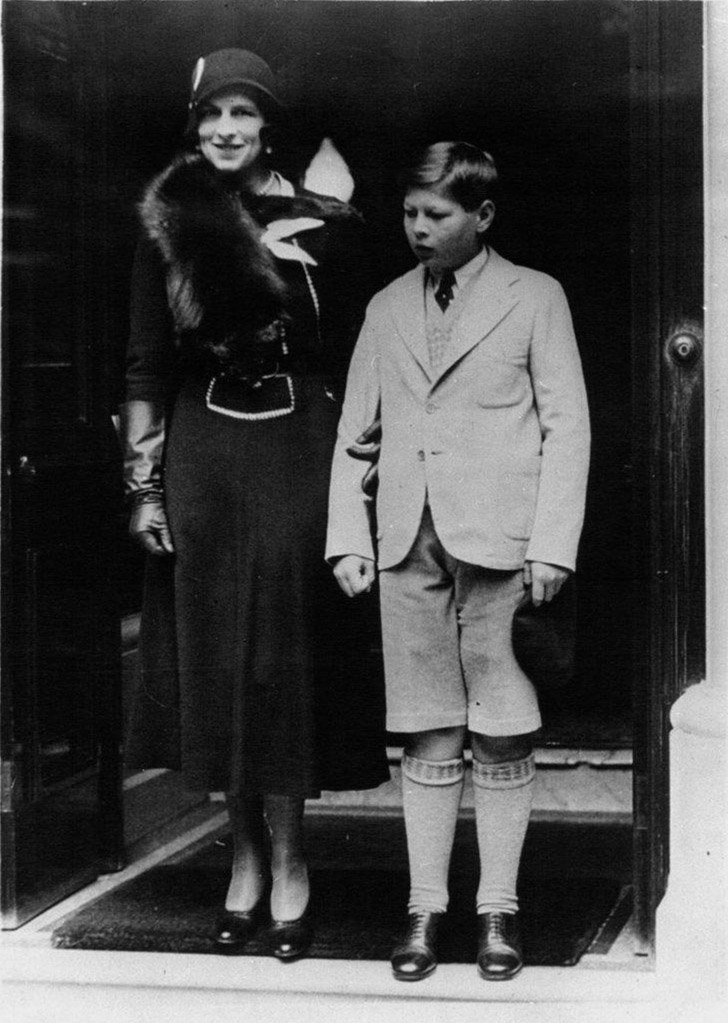
Hélène et son fils Michel en 1932.

#### Princesse mère de Roumanie
Au printemps 1927, la reine Marie part en visite officielle aux États-Unis. En l'absence de la souveraine, Hélène et sa belle-sœur Élisabeth prennent soin du roi Ferdinand Ier, dont la santé décline rapidement. Le roi s'éteint finalement le 20 juillet 1927 au château de Peleș et son petit-fils de 5 ans lui succède sous le nom de Michel Ier tandis que le conseil de Régence prend la direction du pays,. Cependant, en Roumanie, Carol conserve de nombreux partisans (bientôt surnommés « carlistes ») et le Parti libéral au pouvoir craint le retour du prince.
Après avoir longtemps cherché à convaincre son époux de rentrer à Bucarest, Hélène change progressivement d'attitude vis-à-vis de lui. Soucieuse de préserver les droits de son fils et probablement poussée par le Premier ministre Barbu Știrbei, la princesse demande le divorce, qu'elle obtient sans difficulté le 21 juin 1928,,. Hélène prend par ailleurs ses distances avec sa belle-mère, qui se plaint d'être tenue à l'écart du petit roi et critique de plus en plus ouvertement l'entourage grec de la princesse,,. Dans ces circonstances, la reine douairière se rapproche de son fils aîné et noue des liens avec le mouvement carliste.
La Régence se montrant totalement incapable de gouverner le pays, Carol apparaît de plus en plus comme un homme providentiel, seul capable de régler les problèmes de la Roumanie. Malgré tout, ses soutiens (comme le Premier ministre Iuliu Maniu, chef du Parti national paysan) continuent à exiger de lui sa séparation d'avec Magda Lupescu et sa réconciliation avec Hélène, ce qu'il refuse. Bénéficiant de nombreuses complicités dans le pays, le prince organise finalement son retour à Bucarest dans la nuit du 6 au 7 juin 1930. Accueilli avec joie par la population et la classe politique, il s'autoproclame alors roi sous le nom de Carol II,.

#### L'impossible réconciliation avec Carol II

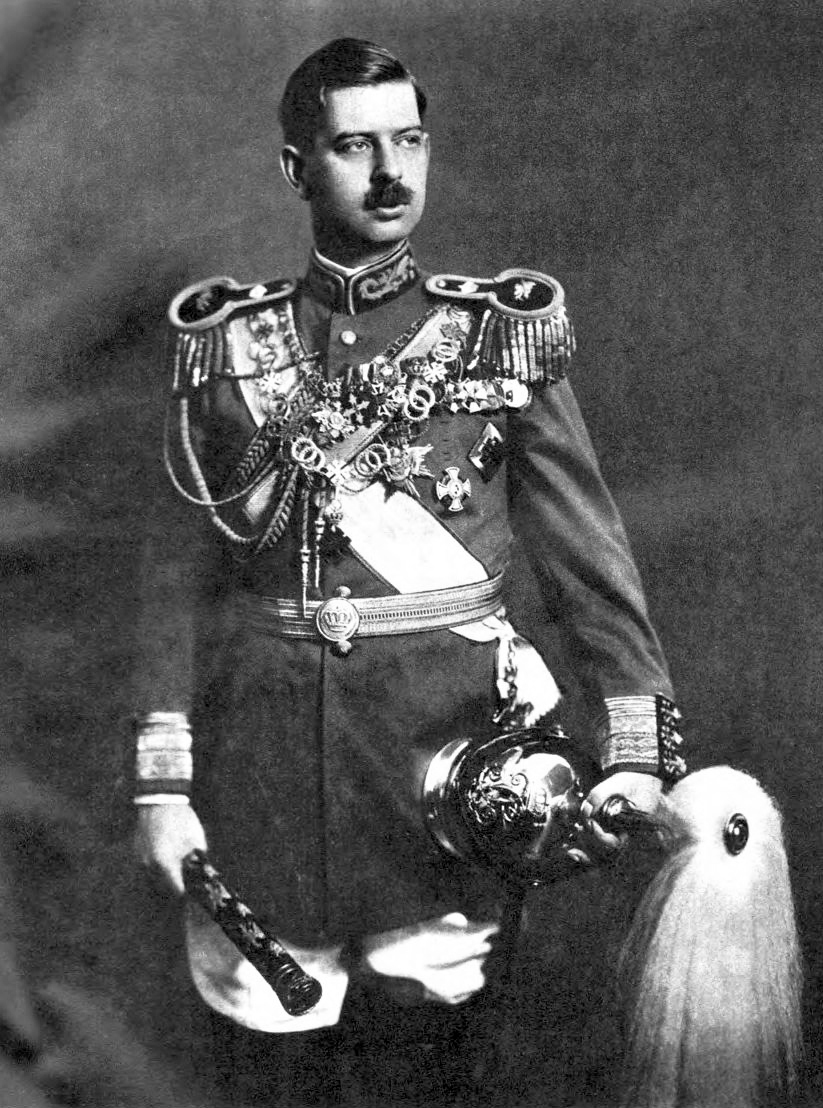
Le roi Carol II de Roumanie dans les années 1930.

Arrivé au pouvoir, Carol II refuse, dans un premier temps, de revoir Hélène mais exprime, par contre, le souhait de retrouver son fils, rétrogradé au rang d'héritier du trône avec le titre de grand-voïvode d'Alba Iulia par le Parlement roumain (8 juin 1930). Pour être réuni à Michel, le roi se résout donc à revenir vers son ex-femme. Accompagné de son frère Nicolas et de sa sœur Élisabeth, il se rend chez la princesse, dans sa villa de la chaussée Kiseleff. Face à son ex-mari, Hélène se montre glaciale mais elle n'a d'autre possibilité que de lui proposer son amitié pour le bien de leur enfant,.
Les semaines suivantes, Hélène subit les pressions conjointes de la classe politique et du clergé orthodoxe roumains, qui tentent de la persuader de reprendre sa vie conjugale avec Carol et d'accepter d'être couronnée en sa compagnie lors d'une cérémonie à Alba Iulia prévue le 21 septembre 1930. Malgré ses réticences, la princesse se résout à la réconciliation et envisage l'annulation de son divorce, à condition de pouvoir conserver une résidence propre. Dans ces circonstances, les ex-époux se rapprochent et, tandis que Carol se rend parfois chez Hélène pour déjeuner en sa compagnie, la jeune femme va, de temps en temps, prendre le thé avec lui au palais royal. En juillet, le roi, son ex-femme et leur fils se rendent ensemble à Sinaïa mais, tandis que Carol s'installe au Foișor, Hélène et Michel séjournent au château de Peleș. Chaque jour, la famille se retrouve pour prendre le thé et, le 20 juillet, Carol et Hélène apparaissent publiquement ensemble à l'occasion d'une cérémonie en mémoire du roi Ferdinand Ier,.
En août 1930, Carol II confère à Hélène le prédicat de Majesté sans pour autant la déclarer reine, ce que celle-ci se refuse à accepter. Dans ces conditions, le projet de couronnement des deux ex-époux est repoussé,. Le retour en Roumanie de Magda Lupescu met finalement un terme aux efforts de réconciliation du couple,. Bientôt, le roi obtient que Michel emménage à ses côtés, même si Hélène est autorisée à voir quotidiennement son fils en échange de son silence politique. De plus en plus isolée,, la princesse est poussée à l'exil par son ex-mari, avec lequel elle passe un accord de séparation en octobre 1931. En échange de son silence, et grâce à la médiation de son frère, l'ex-roi Georges II de Grèce, et de sa belle-sœur Élisabeth, Hélène obtient alors d'importantes compensations. Avec l'autorisation préalable de Carol II, elle reçoit le droit de séjourner quatre mois par an en Roumanie et de recevoir, durant deux autres mois, son fils à l'étranger. Sa résidence bucarestoise lui est conservée et le roi s'engage à en financer l'entretien. Surtout, Hélène reçoit une somme de trente millions de lei pour acquérir une demeure à l'étranger ainsi qu'une pension annuelle de sept millions de lei,.

#### Entre scandale et exil
En novembre 1931, Hélène quitte la Roumanie pour l'Allemagne, où elle se rend au chevet de sa mère, la reine douairière Sophie, gravement malade d'un cancer. Après la mort de celle-ci, le 13 janvier 1932, la princesse rachète sa demeure de Fiesole (Florence), en Toscane, et en fait sa résidence principale,,. Dans cette vaste maison, qu'elle renomme villa Sparta, la princesse prend sous son aile ses sœurs Irène et Catherine ainsi que son frère Paul, qui effectue de longs séjours chez elle,.

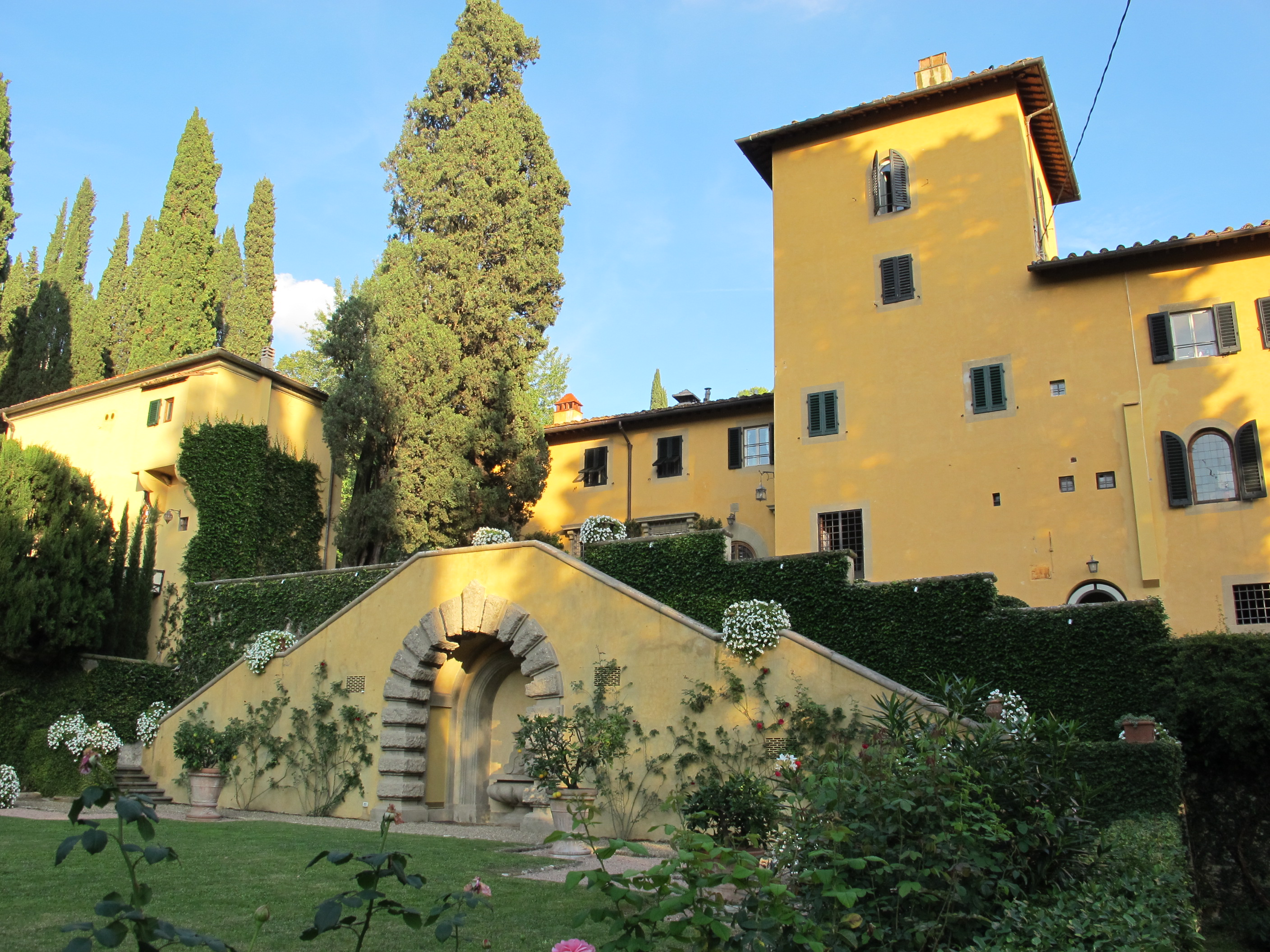
La villa Sparta, à Fiesole (Florence).

En dépit de l'éloignement, les frictions entre Hélène et Carol II se poursuivent. En septembre 1932, une visite de Michel et de sa mère en Angleterre est ainsi l'occasion d'un nouveau conflit, qui ne tarde pas à faire la une de la presse internationale. Hélène ayant désobéi aux ordres de son ex-mari (qui refuse que son fils porte autre chose que des culottes courtes et qu'il soit photographié en compagnie de sa mère par les journaux), celui-ci ordonne à l'héritier du trône de rentrer à Bucarest. Excédée par cette attitude, Hélène décide alors d'accorder une interview au Daily Mail, « dans l'espoir que l'opinion publique l'aide à préserver ses droits de mère ». S'ensuit une violente campagne de presse, qui met le roi dans une terrible colère. Malgré ces événements, Hélène choisit de revenir en Roumanie pour l'anniversaire de Michel et menace d'aller jusqu'à la Cour internationale de justice si Carol II ne l'autorise pas à voir son fils,.
De retour à Bucarest, la princesse tente de faire intervenir le gouvernement dans l'affaire qui l'oppose au roi, sans grand succès. Elle se tourne alors une seconde fois vers sa belle-sœur, l'ex-reine des Hellènes. Cependant, cette dernière ayant été profondément choquée par l'interview donnée au Daily Mail, les deux femmes se disputent violemment lors de leurs retrouvailles, Élisabeth allant jusqu'à gifler Hélène sans que celle-ci ne riposte. Le roi considérant de plus en plus son ex-femme comme une opposante politique, durcit sa position vis-à-vis d'elle. Après à peine un mois dans le pays, il lui impose un nouveau contrat de séparation (1er novembre 1932), qui la prive du droit de revenir en Roumanie et la contraint à s'exiler définitivement en Italie dès le lendemain,. Durant les années qui suivent, Hélène n'a plus aucun contact avec son ex-mari, qui ne renoue brièvement avec elle que pour lui annoncer, par téléphone, la mort de la reine Marie en 1938. La princesse obtient par contre de retrouver son fils à Florence, chaque année durant deux mois.
À Fiesole, la vie d'Hélène et de ses sœurs est relativement retirée, même si les trois jeunes femmes fréquentent régulièrement la maison de Savoie, qui s’est toujours montrée accueillante vis-à-vis de la famille royale de Grèce durant son exil. Les princesses grecques se servent par ailleurs de leurs relations pour chercher une épouse au diadoque Paul, resté célibataire. En 1935, elles profitent ainsi de la présence, à Florence, de la princesse Frederika de Hanovre, pour mettre celle-ci en relation avec leur frère. Leurs bons offices sont efficaces puisque Frederika tombe rapidement amoureuse du diadoque. Cependant, les parents de la jeune fille se montrent réticents vis-à-vis d'une telle relation et il faut attendre 1937 pour que Paul et Frederika soient finalement autorisés à se fiancer. Entre-temps, la monarchie grecque a été restaurée et Georges II est redevenu roi des Hellènes, mais sans Élisabeth, qui a demandé le divorce pour rester vivre en Roumanie,.

### Reine mère de Roumanie

#### La Seconde Guerre mondiale et la dictature d'Antonescu

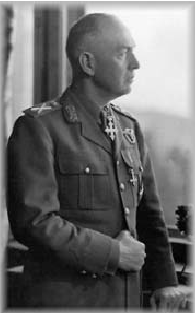
Le maréchal Ion Antonescu, Conducător de Roumanie (vers 1941).

En Toscane, Hélène retrouve une réelle stabilité, malgré l'absence de son fils l'essentiel de l'année. Cependant, l'éclatement de la Seconde Guerre mondiale 
vient bouleverser à nouveau son quotidien. Conformément au Pacte germano-soviétique, l'URSS contraint en effet la Roumanie à lui céder la Bessarabie et la Bukovine du Nord le 26 juin 1940. Quelques semaines plus tard, Bucarest doit en outre abandonner la Transylvanie septentrionale à la Hongrie (30 août 1940) puis rendre la Dobroudja du Sud à la Bulgarie (7 septembre 1940), ce qui met fin à la « Grande Roumanie », créée à la fin de la Première Guerre mondiale. Incapable de faire respecter l'intégrité territoriale de son pays et soumis aux pressions de la Garde de fer, un parti fasciste soutenu par l'Allemagne nazie, Carol II devient de plus en plus impopulaire et doit finalement abdiquer le 6 septembre 1940. Son fils Michel, alors âgé de 18 ans, redevient roi tandis que le général Ion Antonescu instaure une dictature avec le soutien des membres de la Garde de fer,.
Désireux de s'attirer les bonnes grâces du nouveau souverain (et de donner une caution à sa dictature), Antonescu accorde à Hélène le titre de « reine mère de Roumanie » (8 septembre 1940) et envoie le diplomate Raoul Bossy à Fiesole afin de la persuader de rentrer à Bucarest (12 septembre 1940),. De retour en Roumanie (14 septembre 1940), Hélène se retrouve toutefois soumise au bon vouloir du dictateur, bien décidé à maintenir la famille royale dans un rôle purement protocolaire,,. De fait, durant les années qui suivent, Antonescu écarte systématiquement le monarque et sa mère de toute responsabilité politique et ne prend même pas la peine de les avertir de sa décision de déclarer la guerre à l'Union soviétique en juin 1941.
Dans ce contexte difficile, Michel Ier se laisse parfois aller à la dépression et Hélène pèse alors de tout son poids pour le pousser à l'action. Consciente des carences de sa formation, la reine mère fait appel à des historiens du droit pour former son fils dans son rôle de souverain. Elle guide par ailleurs le roi dans ses entretiens et pousse celui-ci à s'opposer à Antonescu quand elle juge que sa politique met en péril la couronne. Alertée sur les persécutions anti-juives par le grand-rabbin Alexandre Safran, Hélène intervient en outre personnellement auprès de l'ambassadeur allemand Manfred Freiherr von Killinger et d'Antonescu pour qu'ils stoppent la déportation, ce qu'elle obtient en partie avec l'aide du patriarche Nicodème. De son côté, le roi proteste vigoureusement auprès du Conducător au moment des massacres d'Odessa et obtient notamment la libération de Wilhelm Filderman, président de la communauté juive roumaine,.
En dépit de ces quelques coups d'éclat, Hélène et son fils passent la majeure partie du conflit à jouer les hôtes pour les officiers allemands de passage à Bucarest. La reine mère rencontre même Adolf Hitler à deux reprises : la première fois de manière informelle, avec sa sœur Irène, pour discuter du sort de la Grèce et de la Roumanie au sein de la nouvelle Europe (décembre 1940) ; une seconde fois de façon plus officielle avec Michel lors d'un voyage en Italie (hiver 1941). Surtout, Hélène et son fils n'ont d'autre choix que de soutenir officiellement la dictature d'Antonescu. Ainsi, c'est Michel qui confère au Conducător le titre de maréchal (21 août 1941) après la reconquête de la Bessarabie par l'armée roumaine.

#### Du coup d'État de MichelIerà la fin de la guerre
À partir de 1941, la participation de l'armée roumaine à l'invasion de l'Union soviétique éloigne davantage Antonescu et la famille royale, qui désapprouve la conquête d'Odessa et de l'Ukraine. C'est cependant la bataille de Stalingrad (juillet 1942-février 1943) et les pertes qu'elle occasionne côté roumain qui poussent Michel Ier à organiser autour de lui un embryon de résistance à la dictature du Conducător. Durant une allocution officielle prononcée le 1er janvier 1943, le souverain condamne ainsi publiquement la participation de Bucarest à la guerre contre l'URSS, ce qui déclenche l'ire d'Antonescu et du Troisième Reich, qui accusent Hélène d'être à l'origine de l'initiative royale. En représailles, le contrôle auquel sont soumis Michel Ier et sa mère est renforcé et Antonescu menace la famille royale d'abolir la monarchie en cas de nouvelle provocation. 

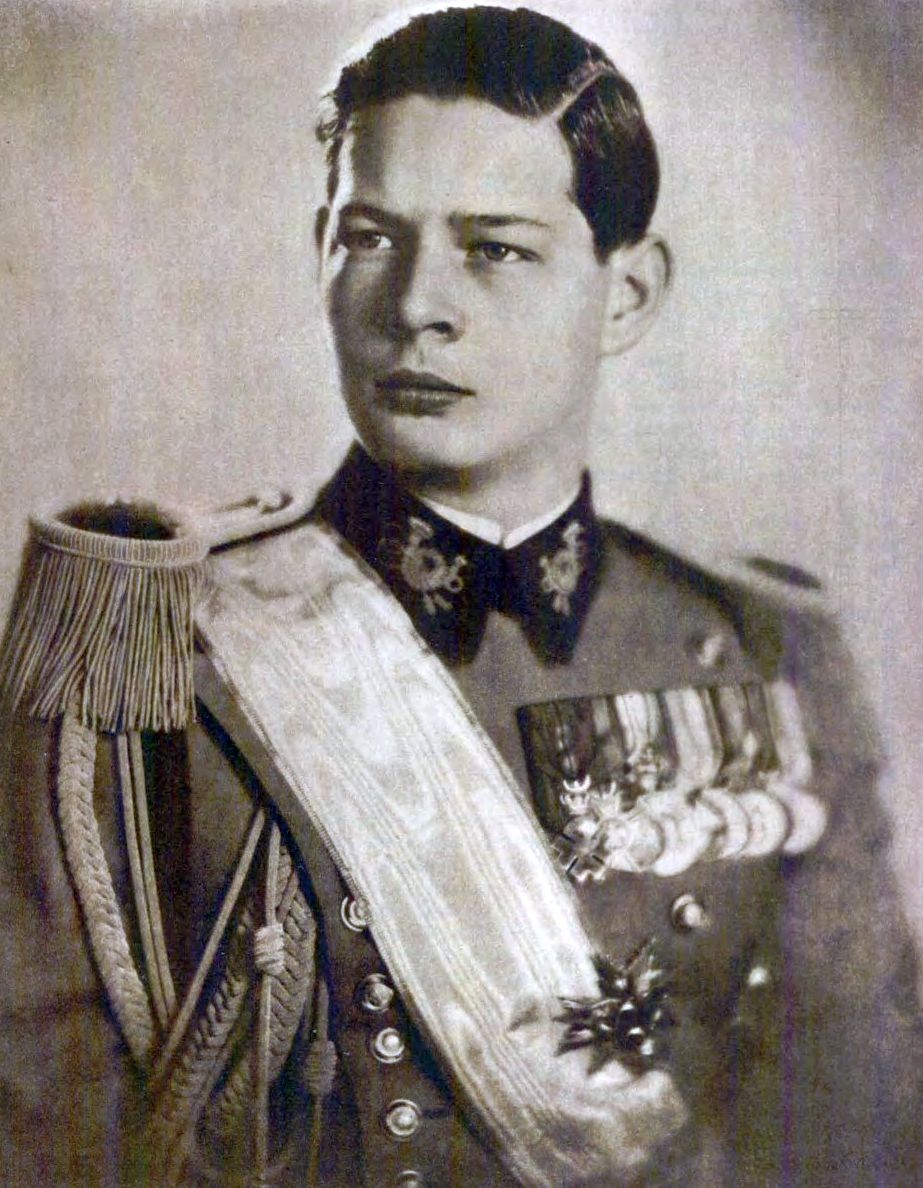
Le roi Michel Ier vers 1940.

Au fil des mois, la mort suspecte du roi Boris III de Bulgarie (28 août 1943) et les arrestations successives des princesses Mafalda d'Italie (23 septembre 1943) et Irène de Grèce (octobre 1943), après le renversement de Mussolini par le roi Victor-Emmanuel III d'Italie (25 juillet 1943), prouvent à Michel Ier et à sa mère combien l'opposition aux forces de l'Axe est risquée. Le retour des Soviétiques en Bessarabie et les bombardements américains sur Bucarest les poussent, malgré tout, à rompre définitivement avec le régime d'Antonescu. Le 23 août 1944, le souverain organise ainsi un coup d'État contre le Conducător, qui est emprisonné,. Dans la foulée, le roi et son nouveau gouvernement déclarent la guerre aux puissances de l'Axe et demandent aux forces roumaines de ne plus résister à l'Armée rouge, qui poursuit pourtant son invasion du pays.
En réaction contre cette trahison, la Luftwaffe bombarde Bucarest et la Casa Nouă, où résidaient le souverain et sa mère depuis 1940, est largement détruite le 24 août 1944. Malgré tout, les forces roumaines parviennent progressivement à repousser les Allemands hors du pays et à attaquer la Hongrie pour libérer la Transylvanie. Cela n'empêche pas les Alliés de tarder à reconnaître le retournement de la Roumanie et les Soviétiques de pénétrer dans la capitale le 31 août 1944. Un armistice est finalement signé avec Moscou le 12 septembre 1944, mais le royaume doit accepter l'occupation soviétique. Un climat d'incertitude s'abat sur le pays tandis que l'Armée rouge y multiplie les réquisitions.
En visite à Sinaia au moment du coup d'État royal, Hélène retrouve son fils le lendemain à Craiova. De retour à Bucarest le 10 septembre 1944, le souverain et sa mère s'installent dans la résidence de la princesse Élisabeth, dont les relations avec Hélène restent tendues, malgré leur réconciliation en 1940. L'instabilité allant croissante en Roumanie, la reine mère se montre de plus en plus préoccupée par la sécurité de son fils et craint qu'il finisse assassiné, comme le régent Cyrille de Bulgarie, fusillé par les communistes le 1er février 1945. La reine désapprouve par ailleurs l'influence de Ionel Styrcea sur le souverain et le renvoi, par celui-ci, des domestiques du palais, accusés d'espionnage au profit d'Antonescu. Elle s'inquiète également des manigances de Carol II, qui cherche à profiter de la fin de la guerre pour rentrer en Roumanie, et observe avec angoisse la crise politique qui empêche le roi Georges II de reprendre le pouvoir en Grèce. Dans ce contexte difficile, Hélène a tout de même la joie d'apprendre que sa sœur Irène et son neveu Amédée sont en vie, quoique encore aux mains des Allemands.
En dépit de ces difficultés, la reine reprend ses activités charitables. Elle offre ainsi son soutien aux hôpitaux roumains, dont elle parvient à sauver une partie du matériel des réquisitions de l'Armée rouge. Le 6 novembre 1944, elle inaugure, par ailleurs, une soupe populaire dans la salle de bal du palais royal, qui sert pas moins de 11 000 repas aux enfants de la capitale et cela durant trois mois. Enfin, malgré l'opposition de Moscou, la reine mère envoie des secours en Moldavie soviétique, où sévit alors une terrible épidémie de typhus.

#### L'imposition d'un régime communiste
Avec l'occupation soviétique, les effectifs du Parti communiste roumain, qui ne comptait pas mille membres lors du coup d'État de Michel Ier, explosent et les manifestations contre le gouvernement de Constantin Sănătescu se multiplient. Dans le même temps, des actes de sabotage se produisent un peu partout dans le pays, empêchant ainsi l'économie roumaine de se relever. Confronté aux pressions conjointes du représentant de l'URSS, Andreï Vychinski, et du Front national démocrate (émanation du Parti communiste), le roi doit trouver un nouveau gouvernement et appelle Nicolae Rădescu à la tête du cabinet (7 décembre 1944). Malgré tout, la situation reste tendue dans le pays et, lorsque le nouveau Premier ministre convoque des élections municipales pour le 15 mars 1945, Moscou reprend ses opérations de déstabilisation afin d'imposer un gouvernement à sa solde. Le refus des États-Unis et de la Grande-Bretagne d'intervenir en sa faveur conduit le roi à envisager l'abdication mais il abandonne son projet sur les conseils des représentants des deux grandes forces politiques démocratiques, Dinu Brătianu et Iuliu Maniu. Le 6 mars 1945, Michel Ier appelle donc finalement Petru Groza, chef du Front démocratique populaire, à la tête d'un gouvernement ne comprenant aucun représentant du Parti paysan et du Parti libéral.

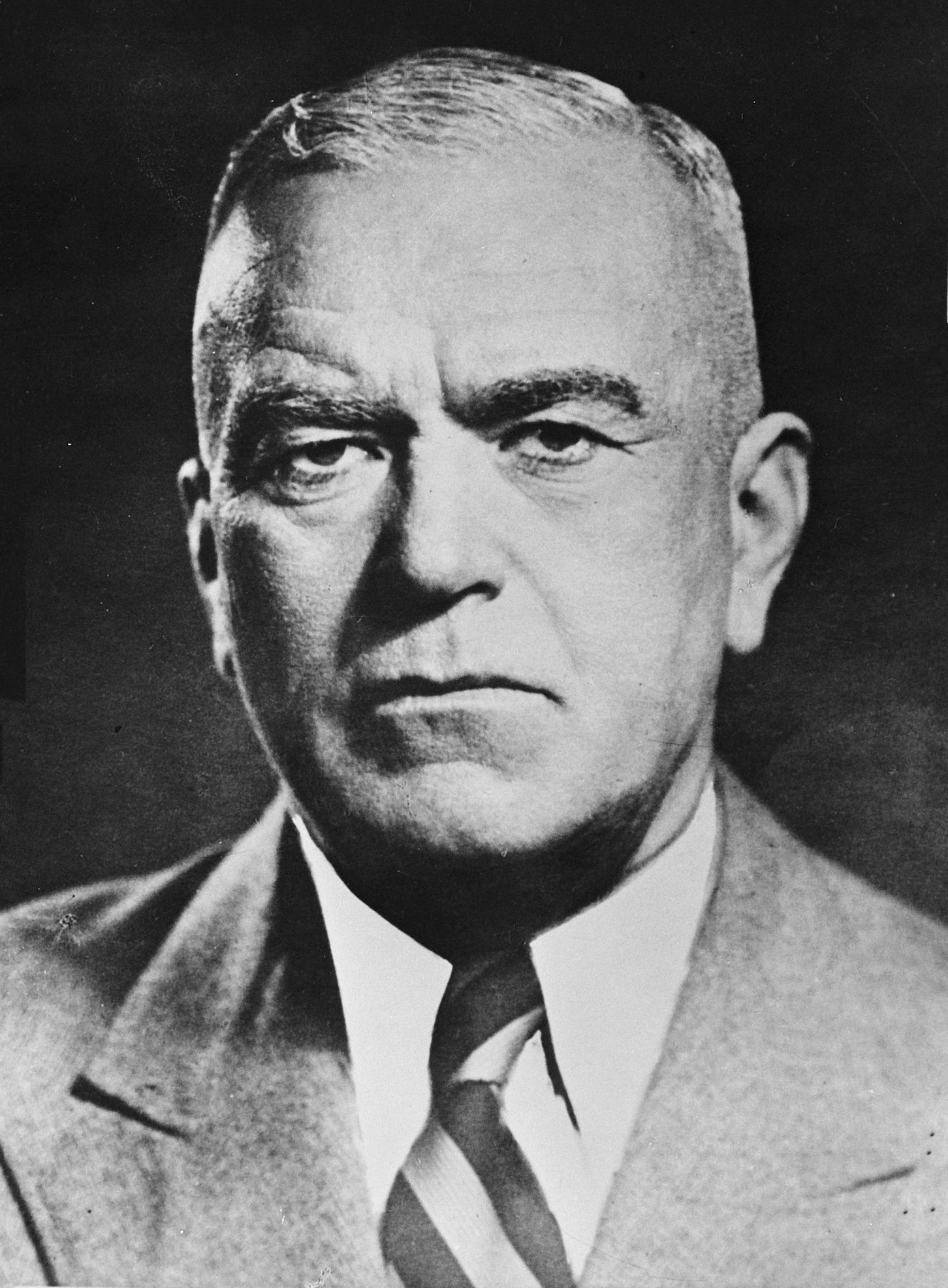
Le Premier ministre pro-soviétique Petru Groza.

Satisfaites de cette nomination, les autorités soviétiques se montrent plus conciliantes vis-à-vis de la Roumanie. Le 13 mars 1945, Moscou transfère ainsi à Bucarest l'administration de la Transylvanie. Quelques mois plus tard, le 19 juillet 1945, Michel Ier est décoré de l'ordre de la Victoire, l'un des plus prestigieux ordres militaires soviétiques. Malgré tout, la soviétisation du royaume s'accélère. L'épuration des personnalités « fascistes » se poursuit tandis que la censure est renforcée. Une réforme agraire est par ailleurs mise en place, ce qui provoque une chute de la production et réduit à néant les exportations agricoles. Le roi parvient toutefois à empêcher provisoirement la mise en place de tribunaux populaires et le rétablissement de la peine de mort.
Après la Conférence de Potsdam et la réaffirmation, par les Alliés, de la nécessité de mettre en place des gouvernements démocratiquement élus en Europe, Michel Ier demande la démission de Petru Groza, qui refuse. Face à cette insubordination, le souverain entame, le 23 août 1945, une « grève royale » durant laquelle il refuse de contresigner les actes du gouvernement. Avec sa mère, il s'enferme durant six semaines dans le palais Elisabeta avant de partir, avec elle, pour Sinaia. La résistance du monarque n'est cependant pas soutenue par les Occidentaux, qui se contentent, par les accords de Moscou du 25 décembre 1945, de demander à la Roumanie de faire entrer, au gouvernement, deux personnalités de l'opposition et cela sans même leur conférer de portefeuille. Déçu par le manque de courage de Londres et de Washington, le souverain l'est davantage par l'attitude des princesses Élisabeth et Ileana, qui flirtent ostensiblement avec les autorités communistes. Écœurée par toutes ces trahisons, Hélène supporte, quant à elle, de moins en moins les rencontres avec les officiels soviétiques et tremble chaque jour davantage pour la vie de son fils.
L'année 1946 est marquée par le renforcement de la dictature communiste, malgré la résistance active du souverain. Après plusieurs mois d'attente, des élections législatives sont organisées le 19 novembre 1946 et remportées officiellement par le Front démocratique populaire. Après cette date, la situation du roi et de sa mère devient plus précaire. Dans leur palais, ils n'ont plus accès à l'eau courante que trois heures par jour et l'électricité leur est coupée l'essentiel de la journée. Cela n'empêche pas Hélène de maintenir ses activités caritatives et de continuer à expédier vivres et vêtements en Moldavie soviétique. Début 1947, la reine mère obtient par ailleurs l'autorisation de séjourner à l'étranger pour rendre visite à sa famille. Elle retrouve ainsi sa sœur Irène, très affaiblie par sa déportation en Autriche, assiste aux funérailles de son frère aîné, le roi Georges II, puis participe au mariage d'une autre de ses sœurs, la princesse Catherine, avec le major Richard Brandram.
La signature du traité de Paris, le 10 février 1947, marque une nouvelle étape dans la mise à l'écart de la famille royale par le régime communiste. Privé de toute fonction officielle, le souverain se retrouve aussi isolé que durant la « grève royale ». Dans ces conditions, la reine mère envisage l'exil avec de plus en plus de détermination mais s'inquiète de ne posséder aucune ressource à l'étranger, son fils ayant toujours refusé de placer de l'argent en dehors de Roumanie. Le mariage de la princesse Élisabeth du Royaume-Uni avec le duc d'Édimbourg (20 novembre 1947), cousin germain d'Hélène, donne l'occasion à Michel Ier et à sa mère de voyager ensemble à l'étranger. Pendant ce séjour, le souverain tombe amoureux de la princesse Anne de Bourbon-Parme, avec laquelle il se fiance, au grand bonheur d'Hélène,. Ce voyage est par ailleurs l'occasion, pour la reine mère, de placer, dans une banque suisse, deux petits tableaux du Greco issus des collections royales.

### De l'abolition de la monarchie au mariage de Michel

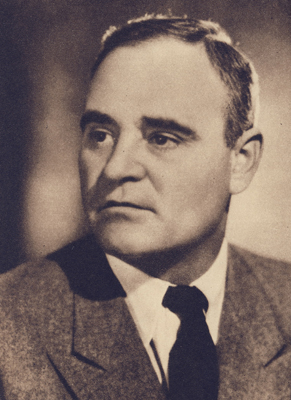
Le secrétaire général du Parti communiste roumain Gheorghe Gheorghiu-Dej.

#### La déposition de MichelIeret les premiers mois d'exil
En dépit des conseils de leur parentèle, qui leur enjoint de ne pas rentrer en Roumanie afin d'échapper aux communistes,, le roi et sa mère reviennent à Bucarest le 21 décembre 1947. Ils sont alors accueillis avec froideur par le gouvernement, qui espérait secrètement les voir rester à l'étranger pour abolir la monarchie. Leur plan n'ayant pas fonctionné, le Premier ministre Petru Groza et le secrétaire général du Parti communiste Gheorghe Gheorghiu-Dej décident d'obliger le souverain à abdiquer. Le 30 décembre 1947, ils demandent une audience au roi, qui les reçoit en compagnie de sa mère. Les deux hommes politiques exigent alors de Michel Ier qu'il abandonne le pouvoir et lui tendent une déclaration d'abdication pour qu'il la signe. Le roi refusant, les deux hommes lui font savoir que, s'il s'entête, mille jeunes monarchistes seraient exécutés en guise de représailles. Cédant à ce chantage, Michel renonce à la couronne. Dans les heures qui suivent, le parlement proclame la république,. Michel et Hélène quittent la Roumanie avec quelques partisans le 3 janvier 1948. Malgré leurs liens étroits avec les communistes, les princesses Élisabeth et Ileana sont également chassées de leur pays avec leurs proches quelques jours plus tard, le 12 janvier,.
Exilés, Michel et Hélène s'installent quelque temps en Suisse, où le souverain déposé observe avec amertume les gouvernements occidentaux accepter l'instauration d'une république populaire en Roumanie. De son côté, Hélène se préoccupe surtout de l'état de leurs finances, les communistes ne leur ayant permis de n'emporter presque aucun bien avec eux. En dépit de leurs promesses, les nouvelles autorités roumaines nationalisent même les propriétés de l'ancienne famille royale (20 février 1948) et privent l'ex-monarque et ses proches de leur nationalité (17 mai 1948). Dans le même temps, le roi et sa mère doivent composer avec les intrigues de Carol II, qui se considère toujours comme le seul souverain légitime de Roumanie et qui accuse son ex-femme de le tenir à l'écart de son fils. Pour arriver à ses fins, Carol n'hésite pas à faire intervenir le prince Frédéric de Hohenzollern-Sigmaringen (chef de la maison royale) et le prince Nicolas de Roumanie dans les affaires qui l'opposent à sa famille,. Toutes ces préoccupations n'empêchent pas Michel et sa mère d'entreprendre plusieurs voyages politiques au Royaume-Uni, en France et aux États-Unis afin d'y rencontrer les chefs de gouvernements et les représentants de la diaspora roumaine.

#### Le mariage de Michel et d'Anne

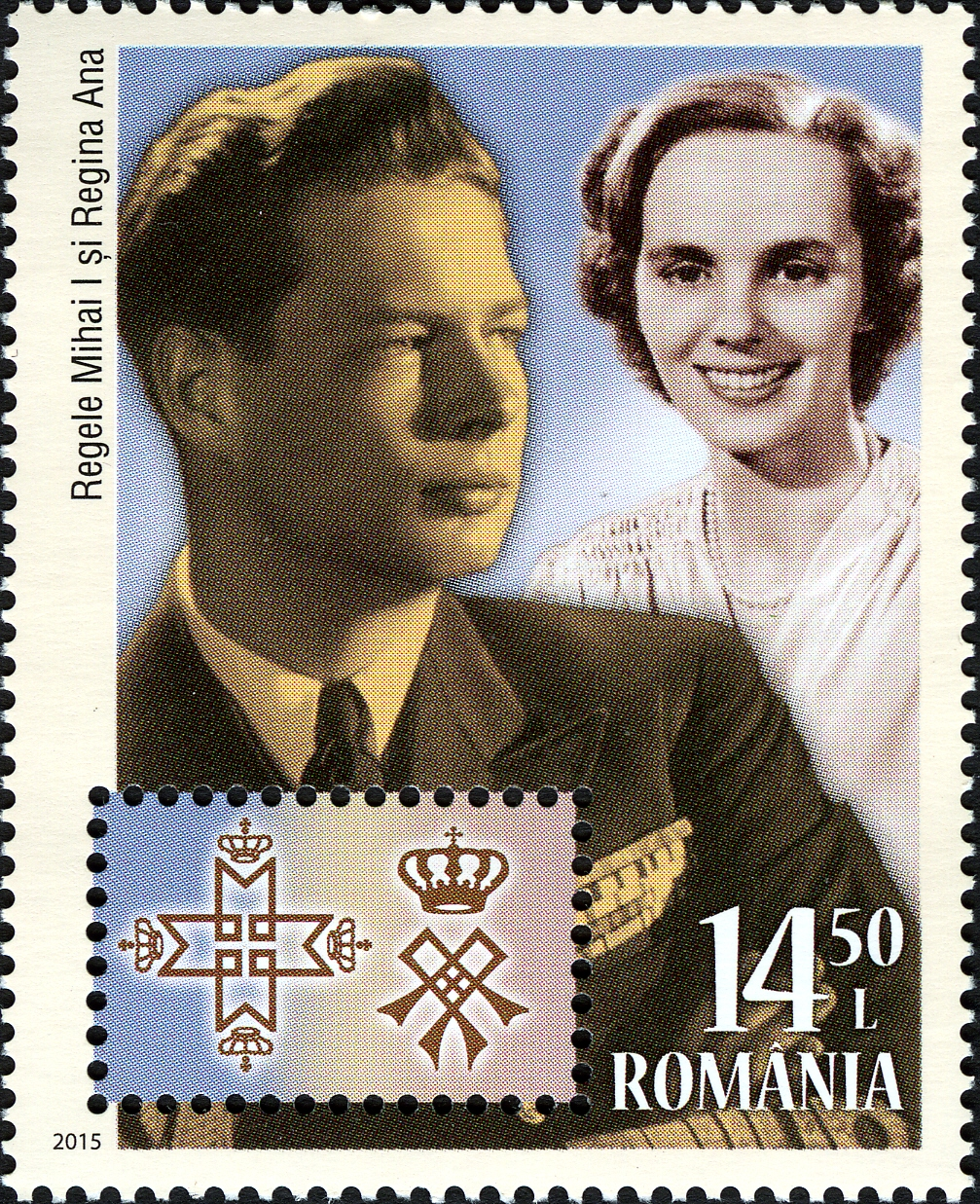
Timbre commémoratif roumain à l'effigie de Michel et d'Anne (2015).

Un autre sujet préoccupe Michel et sa mère durant leurs premiers mois d'exil : celui du mariage de l'ex-roi avec la princesse Anne de Bourbon-Parme. Afin de discréditer l'ancien monarque, les autorités roumaines font en effet courir le bruit que Michel a abandonné ses droits dynastiques pour épouser la femme de son cœur, comme son père l'a fait en 1925.
À cela s'ajoutent des difficultés plus sérieuses liées à la religion. La princesse Anne étant de confession catholique, il lui faut obtenir une dispense pontificale pour épouser religieusement un orthodoxe. Or, le Saint-Siège se montre extrêmement réticent vis-à-vis du projet d'union car, pour des raisons dynastiques, les enfants du couple doivent être élevés dans la religion de Michel. Le prince René, père de la fiancée, ayant échoué dans ses démarches auprès du Vatican, Hélène décide de se rendre à Rome avec la princesse Marguerite de Danemark (mère d'Anne) afin d'y rencontrer le pape Pie XII. Cependant, l'entrevue se passe mal et le Saint-Père refuse de donner son accord au mariage. Dans ces circonstances, la princesse Anne n'a d'autre choix que de passer outre à la volonté pontificale et de renoncer au mariage catholique. Ce faisant, elle s'attire les foudres de son oncle, le duc de Parme, qui interdit aux membres de sa famille d'assister aux noces royales sous peine d'être exclus de la maison princière. Une fois encore, Hélène essaie de temporiser, sans davantage de succès.
Hélène a plus de chance avec sa propre parentèle. Son frère, le roi Paul Ier de Grèce, propose en effet à Michel d'organiser son mariage à Athènes, et cela malgré les protestations officielles du gouvernement roumain. Les noces sont donc finalement célébrées dans la capitale hellénique le 10 juin 1948 et c'est l'archevêque-primat Damaskinos lui-même qui officie durant la cérémonie. Célébré au sein du palais royal, le mariage réunit la plupart des membres de la dynastie grecque mais aucun représentant des maisons de Bourbon-Parme ou de Hohenzollern-Sigmaringen. De fait, Carol II n'a pas été convié aux noces, même si Hélène lui a écrit pour l'avertir du mariage,.

### Exil et fin de vie

#### Retour à la villa Sparta

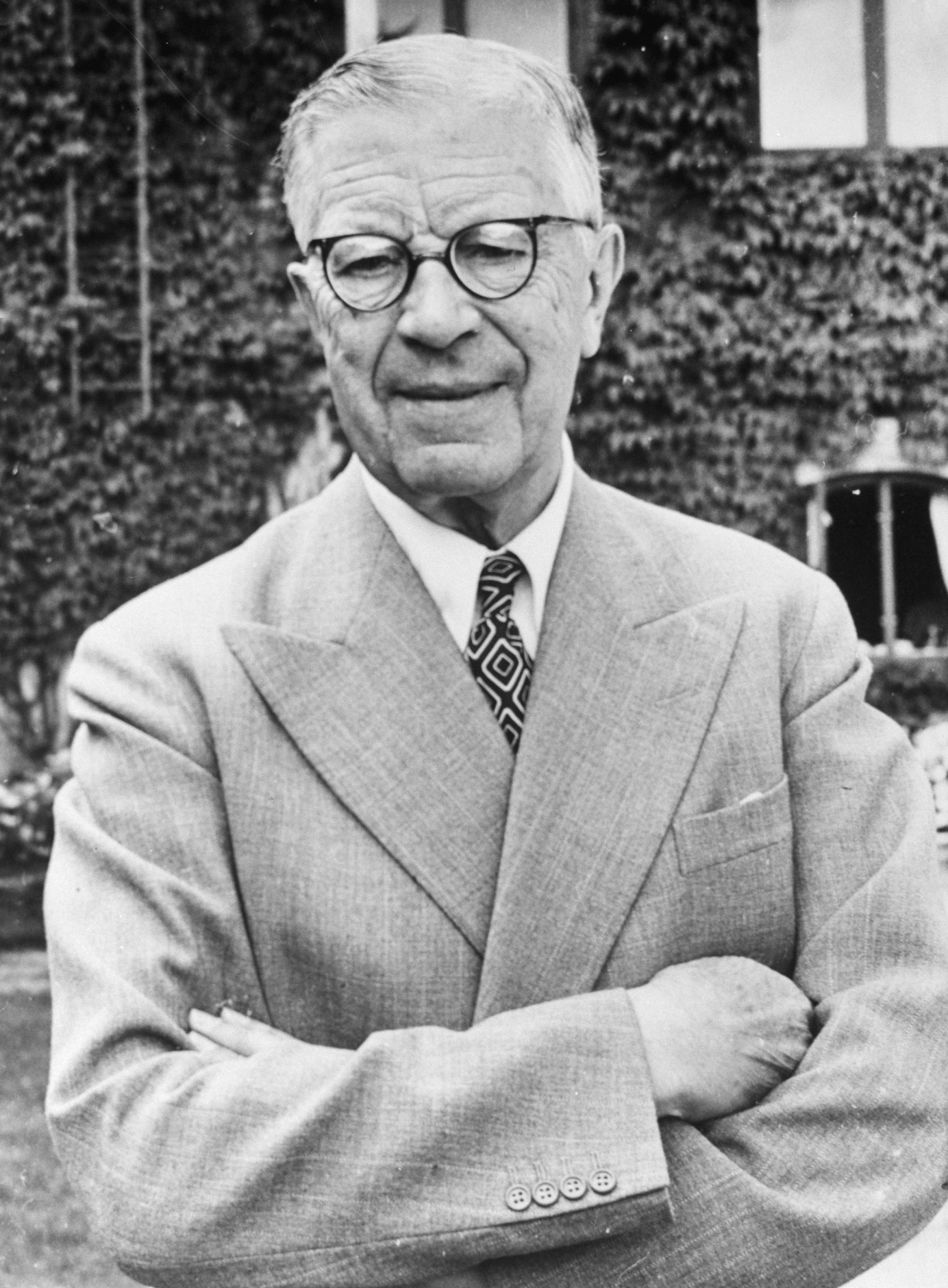
Le roi Gustave VI Adolphe de Suède, en 1962.

Après le mariage de Michel et d'Anne, Hélène reprend ses quartiers à la villa Sparta de Fiesole. Jusqu'en 1951, elle y héberge son fils et sa famille, qui séjournent ensuite chez elle au moins deux fois par an. Au fil des années, la famille de l'ancien roi s'agrandit avec les naissances successives des princesses Margareta (1949), Elena (1950), Irina (1953), Sofia (1957) et Maria (1964). Entre 1949 et 1950, Hélène abrite également chez elle sa sœur Irène et son neveu Amédée, qui s'installent ensuite dans une résidence voisine de la sienne. Malgré le passage des années, les deux princesses grecques conservent une forte complicité, qui ne s'éteint qu'avec la mort de la duchesse d'Aoste, en 1974,. Toute sa vie, Hélène reste également très attachée à Amédée et à la première épouse de celui-ci, la princesse Claude d'Orléans.
Hélène réalise aussi de nombreux séjours à l'étranger pour visiter sa parentèle. Elle se rend ainsi régulièrement au Royaume-Uni pour y voir ses petites-filles, qui y effectuent leur scolarité. Malgré ses relations parfois orageuses avec sa belle-sœur, la reine Frederika, Hélène passe aussi de longues périodes en Grèce et participe ainsi à la croisière des rois (1954), au mariage de la princesse Sophie avec le futur Juan Carlos Ier d'Espagne (1962) et aux manifestations organisées à l'occasion du centenaire de la dynastie grecque (1963),.
Malgré tout, la vie d'Hélène ne tourne pas uniquement autour de sa famille. Passionnée par la peinture et l'architecture de la Renaissance, elle passe une bonne partie de son temps à visiter monuments et musées. Amatrice de jardinage, elle consacre aussi de longues heures aux fleurs et aux arbustes de sa villa. Hôte régulière du consulat britannique, elle fréquente également les intellectuels qui, comme Harold Acton, ont élu domicile dans la région de Florence. Entre 1968 et 1973, Hélène noue par ailleurs une idylle avec le roi Gustave VI Adolphe de Suède, avec qui elle partage l'amour des arts et des plantes. Le souverain scandinave la demande même en mariage, sans qu'elle accepte.
À partir de 1956 (année où elle consent à ce qu'Arthur Gould Lee (en) publie sa biographie), la vie d'Hélène est également marquée par les difficultés financières, qui ne cessent de s'aggraver au fil du temps. Toujours privée de revenus par les autorités roumaines, l'ex-souveraine n'en soutient pas moins économiquement son fils, qu'elle aide par ailleurs à trouver un emploi, d'abord en tant que pilote d'avion en Suisse, puis en tant que courtier à Wall Street. Hélène soutient en outre de sa cassette les études de la princesse Margareta, qu'elle accueille chez elle durant un an avant qu'elle intègre l'université d'Édimbourg. Pour ce faire, Hélène est contrainte de vendre ses biens un à un et, au début des années 1970, il ne lui reste presque plus rien. En 1973, elle met donc la villa Sparta en hypothèque et vend, trois ans plus tard, les deux tableaux du Greco qu'elle avait ramenés de Roumanie en 1947.

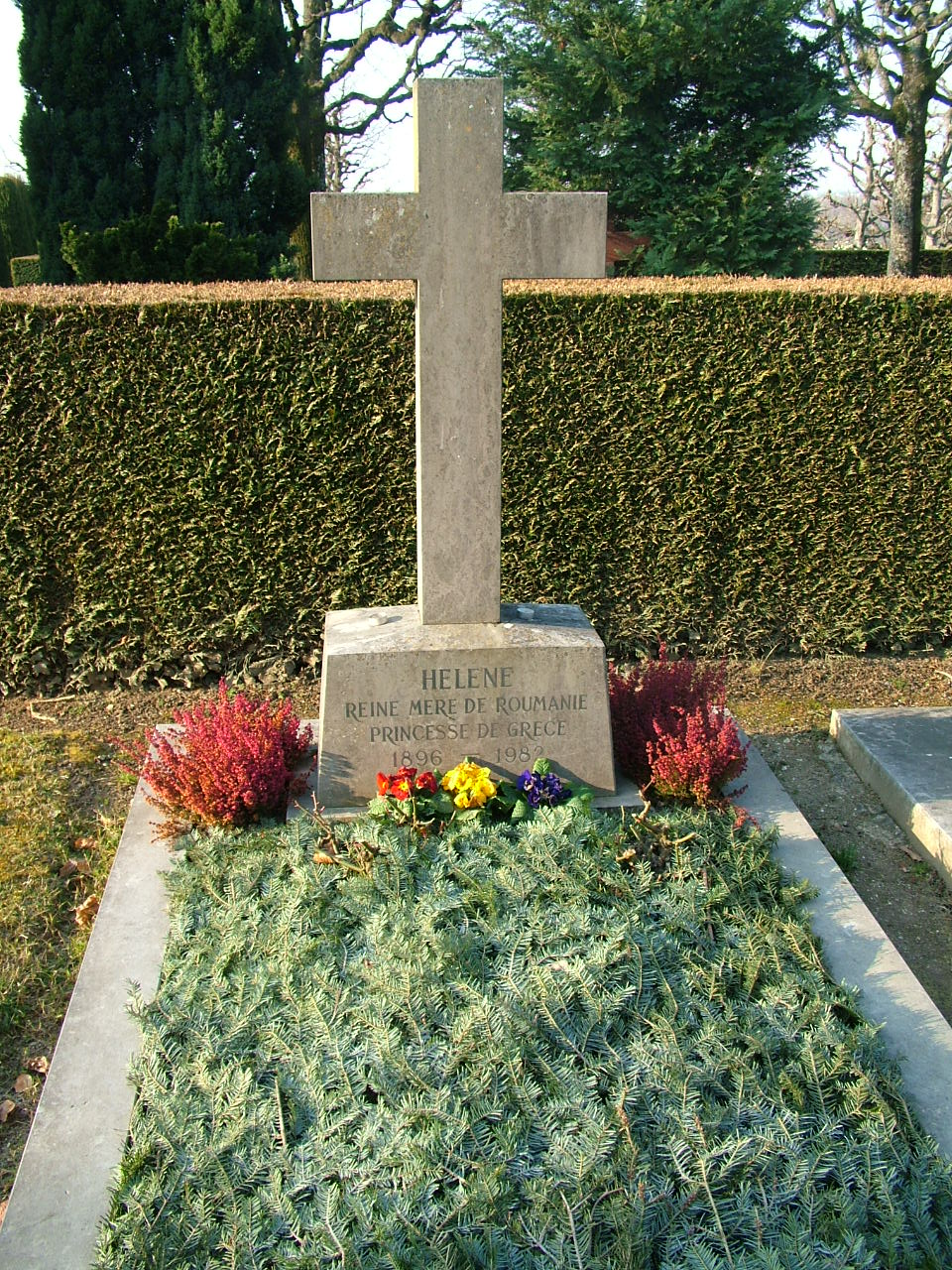
La tombe d'Hélène, au cimetière du Bois-de-Vaux, à Lausanne (2008).

#### Une fin de vie en Suisse
Devenue trop âgée pour vivre seule, Hélène quitte Fiesole en 1979. Elle emménage alors dans un petit appartement de Lausanne, situé à 45 minutes de la résidence de Michel et d'Anne, avant de s'installer directement avec eux à Versoix en 1981. L'ancienne reine mère de Roumanie s'éteint finalement un an plus tard, le 28 novembre 1982. Elle est alors enterrée sans grande pompe au cimetière du Bois-de-Vaux et ses funérailles sont célébrées par le métropolite de Suisse Damaskinos.
Onze ans après sa mort, en mars 1993, l'État d'Israël confère à Hélène le titre de Juste parmi les nations, en reconnaissance pour son action durant la Seconde Guerre mondiale en faveur des Juifs roumains dont elle arrive à sauver plusieurs milliers entre 1941 et 1944. L'annonce en est faite à la famille royale par Alexandre Safran, alors grand-rabbin de Genève,,.
Finalement, le 10 octobre 2019, les restes de la reine sont exhumés au Bois-de-Vaux pour être transférés en Roumanie, afin qu'elle repose auprès de son fils, le roi Michel Ier, dans la crypte royale du monastère de Curtea de Argeș.

## Dans la culture populaire

### Documentaire historique
La princesse Hélène est l'une des personnalités au centre de l'épisode « Amours au royaume de Roumanie » de la série documentaire Les Amants du siècle (1994) de Frédéric Mitterrand.

### Cinéma et série télévisée
Le personnage d'Hélène apparaît dans plusieurs œuvres de fiction :
- le film Oglinda (1994) du cinéaste roumain Sergiu Nicolaescu[232] ;
- la mini-série Mafalda di Savoia - Il coraggio di una principessa (2006) du réalisateur italien Maurizio Zaccaro, où son rôle est interprété par Victoria Cocias[233].

## Arbres généalogiques

### Hélène et Carol dans les familles royales balkaniques
|                                                                 |                                                                 |                                                                 |                                                                 |                                                                 |                                                                 |  |  |                                                              |                                                              |                                                                         |                                                                         |                                                                         |                                                                         |                                                                         |                                                                         |                                                            |                                                            |                                                            |                                                            |                                                             |                                                             |                                                             |                                                             |                                                             |                                                             |                                                      |                                                      |                                                      |                                                      |  |  |                                                                  |                                                                  |                                                                  |                                                                  |                                                                  |                                                                  |  |  |                         |                         |                                                                 |                                                                 |                                                                 |                                                                 |                                                                 |                                                                 |                                                             |                                                             |                           |                           |                           |                           |                           |                           |                                                                                     |                                                                                     |                                                                                     |                                                                                     |                                                                                     |                                                                                     |                            |                            |                                                        |                                                        |                                                                         |                                                                         |                                                                         |                                                                         |                                                                         |                                                                         |                                                       |                                                       |                                                       |                                                       |                                                       |                                                       |  |  |  |  |  |  |  |  |  |  |  |  |  |  |  |  |  |  |  |  |  |  |  |  |  |  |  |  |  |  |  |  |
|                                                                 |                                                                 |                                                                 |                                                                 |                                                                 |                                                                 |  |  |                                                              |                                                              |                                                                         |                                                                         |                                                                         |                                                                         |                                                                         |                                                                         |                                                            |                                                            |                                                            |                                                            |                                                             |                                                             |                                                             |                                                             |                                                             |                                                             |                                                      |                                                      |                                                      |                                                      |  |  |                                                                  |                                                                  |                                                                  |                                                                  |                                                                  |                                                                  |  |  |                         |                         |                                                                 |                                                                 |                                                                 |                                                                 |                                                                 |                                                                 |                                                             |                                                             |                           |                           |                           |                           |                           |                           |                                                                                     |                                                                                     |                                                                                     |                                                                                     |                                                                                     |                                                                                     |                            |                            |                                                        |                                                        |                                                                         |                                                                         |                                                                         |                                                                         |                                                                         |                                                                         |                                                       |                                                       |                                                       |                                                       |                                                       |                                                       |  |  |  |  |  |  |  |  |  |  |  |  |  |  |  |  |  |  |  |  |  |  |  |  |  |  |  |  |  |  |  |  |
|                                                                 |                                                                 |                                                                 |                                                                 |                                                                 |                                                                 |  |  |                                                              |                                                              | Georges Ier, Roi des Hellènes ∞ Olga Constantinovna, Gde-Dsse de Russie | Georges Ier, Roi des Hellènes ∞ Olga Constantinovna, Gde-Dsse de Russie | Georges Ier, Roi des Hellènes ∞ Olga Constantinovna, Gde-Dsse de Russie | Georges Ier, Roi des Hellènes ∞ Olga Constantinovna, Gde-Dsse de Russie | Georges Ier, Roi des Hellènes ∞ Olga Constantinovna, Gde-Dsse de Russie | Georges Ier, Roi des Hellènes ∞ Olga Constantinovna, Gde-Dsse de Russie |                                                            |                                                            |                                                            |                                                            |                                                             |                                                             |                                                             |                                                             |                                                             |                                                             |                                                      |                                                      |                                                      |                                                      |  |  |                                                                  |                                                                  |                                                                  |                                                                  |                                                                  |                                                                  |  |  |                         |                         | Guillaume V Adolphe, Pce de Wied ∞ Marie, Pcesse des Pays-Bas   | Guillaume V Adolphe, Pce de Wied ∞ Marie, Pcesse des Pays-Bas   | Guillaume V Adolphe, Pce de Wied ∞ Marie, Pcesse des Pays-Bas   | Guillaume V Adolphe, Pce de Wied ∞ Marie, Pcesse des Pays-Bas   | Guillaume V Adolphe, Pce de Wied ∞ Marie, Pcesse des Pays-Bas   | Guillaume V Adolphe, Pce de Wied ∞ Marie, Pcesse des Pays-Bas   |                                                             |                                                             | Élisabeth, Pcesse de Wied | Élisabeth, Pcesse de Wied | Élisabeth, Pcesse de Wied | Élisabeth, Pcesse de Wied | Élisabeth, Pcesse de Wied | Élisabeth, Pcesse de Wied |                                                                                     |                                                                                     | Carol Ier, Roi de Roumanie                                                          | Carol Ier, Roi de Roumanie                                                          | Carol Ier, Roi de Roumanie                                                          | Carol Ier, Roi de Roumanie                                                          | Carol Ier, Roi de Roumanie | Carol Ier, Roi de Roumanie |                                                        |                                                        | Léopold, Pce de Hohenzollern-Sigmaringen ∞ Antónia, Infante de Portugal | Léopold, Pce de Hohenzollern-Sigmaringen ∞ Antónia, Infante de Portugal | Léopold, Pce de Hohenzollern-Sigmaringen ∞ Antónia, Infante de Portugal | Léopold, Pce de Hohenzollern-Sigmaringen ∞ Antónia, Infante de Portugal | Léopold, Pce de Hohenzollern-Sigmaringen ∞ Antónia, Infante de Portugal | Léopold, Pce de Hohenzollern-Sigmaringen ∞ Antónia, Infante de Portugal |                                                       |                                                       |                                                       |                                                       |                                                       |                                                       |  |  |  |  |  |  |  |  |  |  |  |  |  |  |  |  |  |  |  |  |  |  |  |  |  |  |  |  |  |  |  |  |
|                                                                 |                                                                 |                                                                 |                                                                 |                                                                 |                                                                 |  |  |                                                              |                                                              | Georges Ier, Roi des Hellènes ∞ Olga Constantinovna, Gde-Dsse de Russie | Georges Ier, Roi des Hellènes ∞ Olga Constantinovna, Gde-Dsse de Russie | Georges Ier, Roi des Hellènes ∞ Olga Constantinovna, Gde-Dsse de Russie | Georges Ier, Roi des Hellènes ∞ Olga Constantinovna, Gde-Dsse de Russie | Georges Ier, Roi des Hellènes ∞ Olga Constantinovna, Gde-Dsse de Russie | Georges Ier, Roi des Hellènes ∞ Olga Constantinovna, Gde-Dsse de Russie |                                                            |                                                            |                                                            |                                                            |                                                             |                                                             |                                                             |                                                             |                                                             |                                                             |                                                      |                                                      |                                                      |                                                      |  |  |                                                                  |                                                                  |                                                                  |                                                                  |                                                                  |                                                                  |  |  |                         |                         | Guillaume V Adolphe, Pce de Wied ∞ Marie, Pcesse des Pays-Bas   | Guillaume V Adolphe, Pce de Wied ∞ Marie, Pcesse des Pays-Bas   | Guillaume V Adolphe, Pce de Wied ∞ Marie, Pcesse des Pays-Bas   | Guillaume V Adolphe, Pce de Wied ∞ Marie, Pcesse des Pays-Bas   | Guillaume V Adolphe, Pce de Wied ∞ Marie, Pcesse des Pays-Bas   | Guillaume V Adolphe, Pce de Wied ∞ Marie, Pcesse des Pays-Bas   |                                                             |                                                             | Élisabeth, Pcesse de Wied | Élisabeth, Pcesse de Wied | Élisabeth, Pcesse de Wied | Élisabeth, Pcesse de Wied | Élisabeth, Pcesse de Wied | Élisabeth, Pcesse de Wied |                                                                                     |                                                                                     | Carol Ier, Roi de Roumanie                                                          | Carol Ier, Roi de Roumanie                                                          | Carol Ier, Roi de Roumanie                                                          | Carol Ier, Roi de Roumanie                                                          | Carol Ier, Roi de Roumanie | Carol Ier, Roi de Roumanie |                                                        |                                                        | Léopold, Pce de Hohenzollern-Sigmaringen ∞ Antónia, Infante de Portugal | Léopold, Pce de Hohenzollern-Sigmaringen ∞ Antónia, Infante de Portugal | Léopold, Pce de Hohenzollern-Sigmaringen ∞ Antónia, Infante de Portugal | Léopold, Pce de Hohenzollern-Sigmaringen ∞ Antónia, Infante de Portugal | Léopold, Pce de Hohenzollern-Sigmaringen ∞ Antónia, Infante de Portugal | Léopold, Pce de Hohenzollern-Sigmaringen ∞ Antónia, Infante de Portugal |                                                       |                                                       |                                                       |                                                       |                                                       |                                                       |  |  |  |  |  |  |  |  |  |  |  |  |  |  |  |  |  |  |  |  |  |  |  |  |  |  |  |  |  |  |  |  |
|                                                                 |                                                                 |                                                                 |                                                                 |                                                                 |                                                                 |  |  |                                                              |                                                              |                                                                         |                                                                         |                                                                         |                                                                         |                                                                         |                                                                         |                                                            |                                                            |                                                            |                                                            |                                                             |                                                             |                                                             |                                                             |                                                             |                                                             |                                                      |                                                      |                                                      |                                                      |  |  |                                                                  |                                                                  |                                                                  |                                                                  |                                                                  |                                                                  |  |  |                         |                         |                                                                 |                                                                 |                                                                 |                                                                 |                                                                 |                                                                 |                                                             |                                                             |                           |                           |                           |                           |                           |                           |                                                                                     |                                                                                     |                                                                                     |                                                                                     |                                                                                     |                                                                                     |                            |                            |                                                        |                                                        |                                                                         |                                                                         |                                                                         |                                                                         |                                                                         |                                                                         |                                                       |                                                       |                                                       |                                                       |                                                       |                                                       |  |  |  |  |  |  |  |  |  |  |  |  |  |  |  |  |  |  |  |  |  |  |  |  |  |  |  |  |  |  |  |  |
|                                                                 |                                                                 |                                                                 |                                                                 |                                                                 |                                                                 |  |  |                                                              |                                                              |                                                                         |                                                                         |                                                                         |                                                                         |                                                                         |                                                                         |                                                            |                                                            |                                                            |                                                            |                                                             |                                                             |                                                             |                                                             |                                                             |                                                             |                                                      |                                                      |                                                      |                                                      |  |  |                                                                  |                                                                  |                                                                  |                                                                  |                                                                  |                                                                  |  |  |                         |                         |                                                                 |                                                                 |                                                                 |                                                                 |                                                                 |                                                                 |                                                             |                                                             |                           |                           |                           |                           |                           |                           |                                                                                     |                                                                                     |                                                                                     |                                                                                     |                                                                                     |                                                                                     |                            |                            |                                                        |                                                        |                                                                         |                                                                         |                                                                         |                                                                         |                                                                         |                                                                         |                                                       |                                                       |                                                       |                                                       |                                                       |                                                       |  |  |  |  |  |  |  |  |  |  |  |  |  |  |  |  |  |  |  |  |  |  |  |  |  |  |  |  |  |  |  |  |
| Nicolas, Pce de Grèce ∞ Hélène Vladimirovna, Gde-Dsse de Russie | Nicolas, Pce de Grèce ∞ Hélène Vladimirovna, Gde-Dsse de Russie | Nicolas, Pce de Grèce ∞ Hélène Vladimirovna, Gde-Dsse de Russie | Nicolas, Pce de Grèce ∞ Hélène Vladimirovna, Gde-Dsse de Russie | Nicolas, Pce de Grèce ∞ Hélène Vladimirovna, Gde-Dsse de Russie | Nicolas, Pce de Grèce ∞ Hélène Vladimirovna, Gde-Dsse de Russie |  |  |                                                              |                                                              |                                                                         |                                                                         |                                                                         |                                                                         |                                                                         |                                                                         |                                                            |                                                            |                                                            |                                                            | Constantin Ier, Roi des Hellènes ∞ Sophie, Pcesse de Prusse | Constantin Ier, Roi des Hellènes ∞ Sophie, Pcesse de Prusse | Constantin Ier, Roi des Hellènes ∞ Sophie, Pcesse de Prusse | Constantin Ier, Roi des Hellènes ∞ Sophie, Pcesse de Prusse | Constantin Ier, Roi des Hellènes ∞ Sophie, Pcesse de Prusse | Constantin Ier, Roi des Hellènes ∞ Sophie, Pcesse de Prusse |                                                      |                                                      |                                                      |                                                      |  |  |                                                                  |                                                                  |                                                                  |                                                                  |                                                                  |                                                                  |  |  |                         |                         | Guillaume, Pce d'Albanie Sophie, Pcesse de Schönburg-Waldenburg | Guillaume, Pce d'Albanie Sophie, Pcesse de Schönburg-Waldenburg | Guillaume, Pce d'Albanie Sophie, Pcesse de Schönburg-Waldenburg | Guillaume, Pce d'Albanie Sophie, Pcesse de Schönburg-Waldenburg | Guillaume, Pce d'Albanie Sophie, Pcesse de Schönburg-Waldenburg | Guillaume, Pce d'Albanie Sophie, Pcesse de Schönburg-Waldenburg |                                                             |                                                             |                           |                           |                           |                           | Marie, Pcesse de Roumanie | Marie, Pcesse de Roumanie | Marie, Pcesse de Roumanie                                                           | Marie, Pcesse de Roumanie                                                           | Marie, Pcesse de Roumanie                                                           | Marie, Pcesse de Roumanie                                                           |                                                                                     |                                                                                     |                            |                            |                                                        |                                                        | Ferdinand Ier, Roi de Roumanie ∞ Marie, Pcesse de Saxe-Cobourg-Gotha    | Ferdinand Ier, Roi de Roumanie ∞ Marie, Pcesse de Saxe-Cobourg-Gotha    | Ferdinand Ier, Roi de Roumanie ∞ Marie, Pcesse de Saxe-Cobourg-Gotha    | Ferdinand Ier, Roi de Roumanie ∞ Marie, Pcesse de Saxe-Cobourg-Gotha    | Ferdinand Ier, Roi de Roumanie ∞ Marie, Pcesse de Saxe-Cobourg-Gotha    | Ferdinand Ier, Roi de Roumanie ∞ Marie, Pcesse de Saxe-Cobourg-Gotha    |                                                       |                                                       |                                                       |                                                       |                                                       |                                                       |  |  |  |  |  |  |  |  |  |  |  |  |  |  |  |  |  |  |  |  |  |  |  |  |  |  |  |  |  |  |  |  |
| Nicolas, Pce de Grèce ∞ Hélène Vladimirovna, Gde-Dsse de Russie | Nicolas, Pce de Grèce ∞ Hélène Vladimirovna, Gde-Dsse de Russie | Nicolas, Pce de Grèce ∞ Hélène Vladimirovna, Gde-Dsse de Russie | Nicolas, Pce de Grèce ∞ Hélène Vladimirovna, Gde-Dsse de Russie | Nicolas, Pce de Grèce ∞ Hélène Vladimirovna, Gde-Dsse de Russie | Nicolas, Pce de Grèce ∞ Hélène Vladimirovna, Gde-Dsse de Russie |  |  |                                                              |                                                              |                                                                         |                                                                         |                                                                         |                                                                         |                                                                         |                                                                         |                                                            |                                                            |                                                            |                                                            | Constantin Ier, Roi des Hellènes ∞ Sophie, Pcesse de Prusse | Constantin Ier, Roi des Hellènes ∞ Sophie, Pcesse de Prusse | Constantin Ier, Roi des Hellènes ∞ Sophie, Pcesse de Prusse | Constantin Ier, Roi des Hellènes ∞ Sophie, Pcesse de Prusse | Constantin Ier, Roi des Hellènes ∞ Sophie, Pcesse de Prusse | Constantin Ier, Roi des Hellènes ∞ Sophie, Pcesse de Prusse |                                                      |                                                      |                                                      |                                                      |  |  |                                                                  |                                                                  |                                                                  |                                                                  |                                                                  |                                                                  |  |  |                         |                         | Guillaume, Pce d'Albanie Sophie, Pcesse de Schönburg-Waldenburg | Guillaume, Pce d'Albanie Sophie, Pcesse de Schönburg-Waldenburg | Guillaume, Pce d'Albanie Sophie, Pcesse de Schönburg-Waldenburg | Guillaume, Pce d'Albanie Sophie, Pcesse de Schönburg-Waldenburg | Guillaume, Pce d'Albanie Sophie, Pcesse de Schönburg-Waldenburg | Guillaume, Pce d'Albanie Sophie, Pcesse de Schönburg-Waldenburg |                                                             |                                                             |                           |                           |                           |                           | Marie, Pcesse de Roumanie | Marie, Pcesse de Roumanie | Marie, Pcesse de Roumanie                                                           | Marie, Pcesse de Roumanie                                                           | Marie, Pcesse de Roumanie                                                           | Marie, Pcesse de Roumanie                                                           |                                                                                     |                                                                                     |                            |                            |                                                        |                                                        | Ferdinand Ier, Roi de Roumanie ∞ Marie, Pcesse de Saxe-Cobourg-Gotha    | Ferdinand Ier, Roi de Roumanie ∞ Marie, Pcesse de Saxe-Cobourg-Gotha    | Ferdinand Ier, Roi de Roumanie ∞ Marie, Pcesse de Saxe-Cobourg-Gotha    | Ferdinand Ier, Roi de Roumanie ∞ Marie, Pcesse de Saxe-Cobourg-Gotha    | Ferdinand Ier, Roi de Roumanie ∞ Marie, Pcesse de Saxe-Cobourg-Gotha    | Ferdinand Ier, Roi de Roumanie ∞ Marie, Pcesse de Saxe-Cobourg-Gotha    |                                                       |                                                       |                                                       |                                                       |                                                       |                                                       |  |  |  |  |  |  |  |  |  |  |  |  |  |  |  |  |  |  |  |  |  |  |  |  |  |  |  |  |  |  |  |  |
|                                                                 |                                                                 |                                                                 |                                                                 |                                                                 |                                                                 |  |  |                                                              |                                                              |                                                                         |                                                                         |                                                                         |                                                                         |                                                                         |                                                                         |                                                            |                                                            |                                                            |                                                            |                                                             |                                                             |                                                             |                                                             |                                                             |                                                             |                                                      |                                                      |                                                      |                                                      |  |  |                                                                  |                                                                  |                                                                  |                                                                  |                                                                  |                                                                  |  |  |                         |                         |                                                                 |                                                                 |                                                                 |                                                                 |                                                                 |                                                                 |                                                             |                                                             |                           |                           |                           |                           |                           |                           |                                                                                     |                                                                                     |                                                                                     |                                                                                     |                                                                                     |                                                                                     |                            |                            |                                                        |                                                        |                                                                         |                                                                         |                                                                         |                                                                         |                                                                         |                                                                         |                                                       |                                                       |                                                       |                                                       |                                                       |                                                       |  |  |  |  |  |  |  |  |  |  |  |  |  |  |  |  |  |  |  |  |  |  |  |  |  |  |  |  |  |  |  |  |
| Olga, Pcesse de Grèce ∞ Paul, Régent de Yougoslavie             | Olga, Pcesse de Grèce ∞ Paul, Régent de Yougoslavie             | Olga, Pcesse de Grèce ∞ Paul, Régent de Yougoslavie             | Olga, Pcesse de Grèce ∞ Paul, Régent de Yougoslavie             | Olga, Pcesse de Grèce ∞ Paul, Régent de Yougoslavie             | Olga, Pcesse de Grèce ∞ Paul, Régent de Yougoslavie             |  |  | Georges II, Roi des Hellènes ∞ Élisabeth, Pcesse de Roumanie | Georges II, Roi des Hellènes ∞ Élisabeth, Pcesse de Roumanie | Georges II, Roi des Hellènes ∞ Élisabeth, Pcesse de Roumanie            | Georges II, Roi des Hellènes ∞ Élisabeth, Pcesse de Roumanie            | Georges II, Roi des Hellènes ∞ Élisabeth, Pcesse de Roumanie            | Georges II, Roi des Hellènes ∞ Élisabeth, Pcesse de Roumanie            |                                                                         |                                                                         | Alexandre Ier, Roi des Hellènes ∞ Aspasía Mános            | Alexandre Ier, Roi des Hellènes ∞ Aspasía Mános            | Alexandre Ier, Roi des Hellènes ∞ Aspasía Mános            | Alexandre Ier, Roi des Hellènes ∞ Aspasía Mános            | Alexandre Ier, Roi des Hellènes ∞ Aspasía Mános             | Alexandre Ier, Roi des Hellènes ∞ Aspasía Mános             |                                                             |                                                             | Irène, Pcesse de Grèce ∞ Tomislav II, Roi de Croatie        | Irène, Pcesse de Grèce ∞ Tomislav II, Roi de Croatie        | Irène, Pcesse de Grèce ∞ Tomislav II, Roi de Croatie | Irène, Pcesse de Grèce ∞ Tomislav II, Roi de Croatie | Irène, Pcesse de Grèce ∞ Tomislav II, Roi de Croatie | Irène, Pcesse de Grèce ∞ Tomislav II, Roi de Croatie |  |  | Paul Ier, Roi des Hellènes ∞ Frederika, Pcesse de Hanovre        | Paul Ier, Roi des Hellènes ∞ Frederika, Pcesse de Hanovre        | Paul Ier, Roi des Hellènes ∞ Frederika, Pcesse de Hanovre        | Paul Ier, Roi des Hellènes ∞ Frederika, Pcesse de Hanovre        | Paul Ier, Roi des Hellènes ∞ Frederika, Pcesse de Hanovre        | Paul Ier, Roi des Hellènes ∞ Frederika, Pcesse de Hanovre        |  |  | Hélène, Pcesse de Grèce | Hélène, Pcesse de Grèce | Hélène, Pcesse de Grèce                                         | Hélène, Pcesse de Grèce                                         | Hélène, Pcesse de Grèce                                         | Hélène, Pcesse de Grèce                                         |                                                                 |                                                                 | Carol II, Roi de Roumanie                                   | Carol II, Roi de Roumanie                                   | Carol II, Roi de Roumanie | Carol II, Roi de Roumanie | Carol II, Roi de Roumanie | Carol II, Roi de Roumanie |                           |                           | Marie, Pcesse de Roumanie ∞ Alexandre Ier, Roi de Yougoslavie                       | Marie, Pcesse de Roumanie ∞ Alexandre Ier, Roi de Yougoslavie                       | Marie, Pcesse de Roumanie ∞ Alexandre Ier, Roi de Yougoslavie                       | Marie, Pcesse de Roumanie ∞ Alexandre Ier, Roi de Yougoslavie                       | Marie, Pcesse de Roumanie ∞ Alexandre Ier, Roi de Yougoslavie                       | Marie, Pcesse de Roumanie ∞ Alexandre Ier, Roi de Yougoslavie                       |                            |                            | Nicolas, Régent de Roumanie ∞ Ioana Dumitrescu-Doletti | Nicolas, Régent de Roumanie ∞ Ioana Dumitrescu-Doletti | Nicolas, Régent de Roumanie ∞ Ioana Dumitrescu-Doletti                  | Nicolas, Régent de Roumanie ∞ Ioana Dumitrescu-Doletti                  | Nicolas, Régent de Roumanie ∞ Ioana Dumitrescu-Doletti                  | Nicolas, Régent de Roumanie ∞ Ioana Dumitrescu-Doletti                  |                                                                         |                                                                         | Ileana, Pcesse de Roumanie ∞ Antoine, Aduc d'Autriche | Ileana, Pcesse de Roumanie ∞ Antoine, Aduc d'Autriche | Ileana, Pcesse de Roumanie ∞ Antoine, Aduc d'Autriche | Ileana, Pcesse de Roumanie ∞ Antoine, Aduc d'Autriche | Ileana, Pcesse de Roumanie ∞ Antoine, Aduc d'Autriche | Ileana, Pcesse de Roumanie ∞ Antoine, Aduc d'Autriche |  |  |  |  |  |  |  |  |  |  |  |  |  |  |  |  |  |  |  |  |  |  |  |  |  |  |  |  |  |  |  |  |
| Olga, Pcesse de Grèce ∞ Paul, Régent de Yougoslavie             | Olga, Pcesse de Grèce ∞ Paul, Régent de Yougoslavie             | Olga, Pcesse de Grèce ∞ Paul, Régent de Yougoslavie             | Olga, Pcesse de Grèce ∞ Paul, Régent de Yougoslavie             | Olga, Pcesse de Grèce ∞ Paul, Régent de Yougoslavie             | Olga, Pcesse de Grèce ∞ Paul, Régent de Yougoslavie             |  |  | Georges II, Roi des Hellènes ∞ Élisabeth, Pcesse de Roumanie | Georges II, Roi des Hellènes ∞ Élisabeth, Pcesse de Roumanie | Georges II, Roi des Hellènes ∞ Élisabeth, Pcesse de Roumanie            | Georges II, Roi des Hellènes ∞ Élisabeth, Pcesse de Roumanie            | Georges II, Roi des Hellènes ∞ Élisabeth, Pcesse de Roumanie            | Georges II, Roi des Hellènes ∞ Élisabeth, Pcesse de Roumanie            |                                                                         |                                                                         | Alexandre Ier, Roi des Hellènes ∞ Aspasía Mános            | Alexandre Ier, Roi des Hellènes ∞ Aspasía Mános            | Alexandre Ier, Roi des Hellènes ∞ Aspasía Mános            | Alexandre Ier, Roi des Hellènes ∞ Aspasía Mános            | Alexandre Ier, Roi des Hellènes ∞ Aspasía Mános             | Alexandre Ier, Roi des Hellènes ∞ Aspasía Mános             |                                                             |                                                             | Irène, Pcesse de Grèce ∞ Tomislav II, Roi de Croatie        | Irène, Pcesse de Grèce ∞ Tomislav II, Roi de Croatie        | Irène, Pcesse de Grèce ∞ Tomislav II, Roi de Croatie | Irène, Pcesse de Grèce ∞ Tomislav II, Roi de Croatie | Irène, Pcesse de Grèce ∞ Tomislav II, Roi de Croatie | Irène, Pcesse de Grèce ∞ Tomislav II, Roi de Croatie |  |  | Paul Ier, Roi des Hellènes ∞ Frederika, Pcesse de Hanovre        | Paul Ier, Roi des Hellènes ∞ Frederika, Pcesse de Hanovre        | Paul Ier, Roi des Hellènes ∞ Frederika, Pcesse de Hanovre        | Paul Ier, Roi des Hellènes ∞ Frederika, Pcesse de Hanovre        | Paul Ier, Roi des Hellènes ∞ Frederika, Pcesse de Hanovre        | Paul Ier, Roi des Hellènes ∞ Frederika, Pcesse de Hanovre        |  |  | Hélène, Pcesse de Grèce | Hélène, Pcesse de Grèce | Hélène, Pcesse de Grèce                                         | Hélène, Pcesse de Grèce                                         | Hélène, Pcesse de Grèce                                         | Hélène, Pcesse de Grèce                                         |                                                                 |                                                                 | Carol II, Roi de Roumanie                                   | Carol II, Roi de Roumanie                                   | Carol II, Roi de Roumanie | Carol II, Roi de Roumanie | Carol II, Roi de Roumanie | Carol II, Roi de Roumanie |                           |                           | Marie, Pcesse de Roumanie ∞ Alexandre Ier, Roi de Yougoslavie                       | Marie, Pcesse de Roumanie ∞ Alexandre Ier, Roi de Yougoslavie                       | Marie, Pcesse de Roumanie ∞ Alexandre Ier, Roi de Yougoslavie                       | Marie, Pcesse de Roumanie ∞ Alexandre Ier, Roi de Yougoslavie                       | Marie, Pcesse de Roumanie ∞ Alexandre Ier, Roi de Yougoslavie                       | Marie, Pcesse de Roumanie ∞ Alexandre Ier, Roi de Yougoslavie                       |                            |                            | Nicolas, Régent de Roumanie ∞ Ioana Dumitrescu-Doletti | Nicolas, Régent de Roumanie ∞ Ioana Dumitrescu-Doletti | Nicolas, Régent de Roumanie ∞ Ioana Dumitrescu-Doletti                  | Nicolas, Régent de Roumanie ∞ Ioana Dumitrescu-Doletti                  | Nicolas, Régent de Roumanie ∞ Ioana Dumitrescu-Doletti                  | Nicolas, Régent de Roumanie ∞ Ioana Dumitrescu-Doletti                  |                                                                         |                                                                         | Ileana, Pcesse de Roumanie ∞ Antoine, Aduc d'Autriche | Ileana, Pcesse de Roumanie ∞ Antoine, Aduc d'Autriche | Ileana, Pcesse de Roumanie ∞ Antoine, Aduc d'Autriche | Ileana, Pcesse de Roumanie ∞ Antoine, Aduc d'Autriche | Ileana, Pcesse de Roumanie ∞ Antoine, Aduc d'Autriche | Ileana, Pcesse de Roumanie ∞ Antoine, Aduc d'Autriche |  |  |  |  |  |  |  |  |  |  |  |  |  |  |  |  |  |  |  |  |  |  |  |  |  |  |  |  |  |  |  |  |
|                                                                 |                                                                 |                                                                 |                                                                 |                                                                 |                                                                 |  |  |                                                              |                                                              |                                                                         |                                                                         |                                                                         |                                                                         |                                                                         |                                                                         |                                                            |                                                            |                                                            |                                                            |                                                             |                                                             |                                                             |                                                             |                                                             |                                                             |                                                      |                                                      |                                                      |                                                      |  |  |                                                                  |                                                                  |                                                                  |                                                                  |                                                                  |                                                                  |  |  |                         |                         |                                                                 |                                                                 |                                                                 |                                                                 |                                                                 |                                                                 |                                                             |                                                             |                           |                           |                           |                           |                           |                           |                                                                                     |                                                                                     |                                                                                     |                                                                                     |                                                                                     |                                                                                     |                            |                            |                                                        |                                                        |                                                                         |                                                                         |                                                                         |                                                                         |                                                                         |                                                                         |                                                       |                                                       |                                                       |                                                       |                                                       |                                                       |  |  |  |  |  |  |  |  |  |  |  |  |  |  |  |  |  |  |  |  |  |  |  |  |  |  |  |  |  |  |  |  |
|                                                                 |                                                                 |                                                                 |                                                                 |                                                                 |                                                                 |  |  |                                                              |                                                              |                                                                         |                                                                         |                                                                         |                                                                         |                                                                         |                                                                         | Alexandra, Pcesse de Grèce ∞ Pierre II, Roi de Yougoslavie | Alexandra, Pcesse de Grèce ∞ Pierre II, Roi de Yougoslavie | Alexandra, Pcesse de Grèce ∞ Pierre II, Roi de Yougoslavie | Alexandra, Pcesse de Grèce ∞ Pierre II, Roi de Yougoslavie | Alexandra, Pcesse de Grèce ∞ Pierre II, Roi de Yougoslavie  | Alexandra, Pcesse de Grèce ∞ Pierre II, Roi de Yougoslavie  |                                                             |                                                             |                                                             |                                                             |                                                      |                                                      |                                                      |                                                      |  |  | Constantin II, Roi des Hellènes ∞ Anne-Marie, Pcesse de Danemark | Constantin II, Roi des Hellènes ∞ Anne-Marie, Pcesse de Danemark | Constantin II, Roi des Hellènes ∞ Anne-Marie, Pcesse de Danemark | Constantin II, Roi des Hellènes ∞ Anne-Marie, Pcesse de Danemark | Constantin II, Roi des Hellènes ∞ Anne-Marie, Pcesse de Danemark | Constantin II, Roi des Hellènes ∞ Anne-Marie, Pcesse de Danemark |  |  |                         |                         |                                                                 |                                                                 | Michel Ier, Roi de Roumanie ∞ Anne, Pcesse de Parme             | Michel Ier, Roi de Roumanie ∞ Anne, Pcesse de Parme             | Michel Ier, Roi de Roumanie ∞ Anne, Pcesse de Parme             | Michel Ier, Roi de Roumanie ∞ Anne, Pcesse de Parme             | Michel Ier, Roi de Roumanie ∞ Anne, Pcesse de Parme         | Michel Ier, Roi de Roumanie ∞ Anne, Pcesse de Parme         |                           |                           |                           |                           |                           |                           | Pierre II, Roi de Yougoslavie ∞ Alexandra, Pcesse de Grèce                          | Pierre II, Roi de Yougoslavie ∞ Alexandra, Pcesse de Grèce                          | Pierre II, Roi de Yougoslavie ∞ Alexandra, Pcesse de Grèce                          | Pierre II, Roi de Yougoslavie ∞ Alexandra, Pcesse de Grèce                          | Pierre II, Roi de Yougoslavie ∞ Alexandra, Pcesse de Grèce                          | Pierre II, Roi de Yougoslavie ∞ Alexandra, Pcesse de Grèce                          |                            |                            |                                                        |                                                        |                                                                         |                                                                         |                                                                         |                                                                         |                                                                         |                                                                         |                                                       |                                                       |                                                       |                                                       |                                                       |                                                       |  |  |  |  |  |  |  |  |  |  |  |  |  |  |  |  |  |  |  |  |  |  |  |  |  |  |  |  |  |  |  |  |
|                                                                 |                                                                 |                                                                 |                                                                 |                                                                 |                                                                 |  |  |                                                              |                                                              |                                                                         |                                                                         |                                                                         |                                                                         |                                                                         |                                                                         | Alexandra, Pcesse de Grèce ∞ Pierre II, Roi de Yougoslavie | Alexandra, Pcesse de Grèce ∞ Pierre II, Roi de Yougoslavie | Alexandra, Pcesse de Grèce ∞ Pierre II, Roi de Yougoslavie | Alexandra, Pcesse de Grèce ∞ Pierre II, Roi de Yougoslavie | Alexandra, Pcesse de Grèce ∞ Pierre II, Roi de Yougoslavie  | Alexandra, Pcesse de Grèce ∞ Pierre II, Roi de Yougoslavie  |                                                             |                                                             |                                                             |                                                             |                                                      |                                                      |                                                      |                                                      |  |  | Constantin II, Roi des Hellènes ∞ Anne-Marie, Pcesse de Danemark | Constantin II, Roi des Hellènes ∞ Anne-Marie, Pcesse de Danemark | Constantin II, Roi des Hellènes ∞ Anne-Marie, Pcesse de Danemark | Constantin II, Roi des Hellènes ∞ Anne-Marie, Pcesse de Danemark | Constantin II, Roi des Hellènes ∞ Anne-Marie, Pcesse de Danemark | Constantin II, Roi des Hellènes ∞ Anne-Marie, Pcesse de Danemark |  |  |                         |                         |                                                                 |                                                                 | Michel Ier, Roi de Roumanie ∞ Anne, Pcesse de Parme             | Michel Ier, Roi de Roumanie ∞ Anne, Pcesse de Parme             | Michel Ier, Roi de Roumanie ∞ Anne, Pcesse de Parme             | Michel Ier, Roi de Roumanie ∞ Anne, Pcesse de Parme             | Michel Ier, Roi de Roumanie ∞ Anne, Pcesse de Parme         | Michel Ier, Roi de Roumanie ∞ Anne, Pcesse de Parme         |                           |                           |                           |                           |                           |                           | Pierre II, Roi de Yougoslavie ∞ Alexandra, Pcesse de Grèce                          | Pierre II, Roi de Yougoslavie ∞ Alexandra, Pcesse de Grèce                          | Pierre II, Roi de Yougoslavie ∞ Alexandra, Pcesse de Grèce                          | Pierre II, Roi de Yougoslavie ∞ Alexandra, Pcesse de Grèce                          | Pierre II, Roi de Yougoslavie ∞ Alexandra, Pcesse de Grèce                          | Pierre II, Roi de Yougoslavie ∞ Alexandra, Pcesse de Grèce                          |                            |                            |                                                        |                                                        |                                                                         |                                                                         |                                                                         |                                                                         |                                                                         |                                                                         |                                                       |                                                       |                                                       |                                                       |                                                       |                                                       |  |  |  |  |  |  |  |  |  |  |  |  |  |  |  |  |  |  |  |  |  |  |  |  |  |  |  |  |  |  |  |  |
|                                                                 |                                                                 |                                                                 |                                                                 |                                                                 |                                                                 |  |  |                                                              |                                                              |                                                                         |                                                                         |                                                                         |                                                                         |                                                                         |                                                                         |                                                            |                                                            |                                                            |                                                            |                                                             |                                                             |                                                             |                                                             |                                                             |                                                             |                                                      |                                                      |                                                      |                                                      |  |  | Paul, Diadoque de Grèce ∞ Marie-Chantal Miller                   | Paul, Diadoque de Grèce ∞ Marie-Chantal Miller                   | Paul, Diadoque de Grèce ∞ Marie-Chantal Miller                   | Paul, Diadoque de Grèce ∞ Marie-Chantal Miller                   | Paul, Diadoque de Grèce ∞ Marie-Chantal Miller                   | Paul, Diadoque de Grèce ∞ Marie-Chantal Miller                   |  |  |                         |                         |                                                                 |                                                                 | Margareta, Gardienne de la Couronne de Roumanie ∞ Radu Duda     | Margareta, Gardienne de la Couronne de Roumanie ∞ Radu Duda     | Margareta, Gardienne de la Couronne de Roumanie ∞ Radu Duda     | Margareta, Gardienne de la Couronne de Roumanie ∞ Radu Duda     | Margareta, Gardienne de la Couronne de Roumanie ∞ Radu Duda | Margareta, Gardienne de la Couronne de Roumanie ∞ Radu Duda |                           |                           |                           |                           |                           |                           | Alexandre, Pce héritier de Yougoslavie ∞ Maria da Glória, Pcesse d'Orléans-Bragance | Alexandre, Pce héritier de Yougoslavie ∞ Maria da Glória, Pcesse d'Orléans-Bragance | Alexandre, Pce héritier de Yougoslavie ∞ Maria da Glória, Pcesse d'Orléans-Bragance | Alexandre, Pce héritier de Yougoslavie ∞ Maria da Glória, Pcesse d'Orléans-Bragance | Alexandre, Pce héritier de Yougoslavie ∞ Maria da Glória, Pcesse d'Orléans-Bragance | Alexandre, Pce héritier de Yougoslavie ∞ Maria da Glória, Pcesse d'Orléans-Bragance |                            |                            |                                                        |                                                        |                                                                         |                                                                         |                                                                         |                                                                         |                                                                         |                                                                         |                                                       |                                                       |                                                       |                                                       |                                                       |                                                       |  |  |  |  |  |  |  |  |  |  |  |  |  |  |  |  |  |  |  |  |  |  |  |  |  |  |  |  |  |  |  |  |

### Biographies d'Hélène
- (ro) (en) Radu Prinz von Hohenzollern-Veringen, Elena, Portretul unei Regine - Helen, Portrait of a Queen, Bucarest, Rao, 2007 (ISBN 9789731034751)
- (en) Arthur Gould Lee, Helen, Queen Mother of Rumania, Princess of Greece and Denmark : An Authorized Biography, Londres, Faber and Faber, 1956 (ASIN B0006AUGXK)
- (en) David Horbury, « The Final Year - Queen Helen of Romania in 1947 », Royalty Digest Quarterly, no 4,‎ 2022 (ISSN 1653-5219).

### Sur Hélène et la famille royale de Grèce
- (en) Prince Michael of Greece, Arturo E. Beéche et Helen Hemis-Markesinis, The Royal Hellenic Dynasty, Eurohistory, 2007, 182 p. (ISBN 978-0-9771961-5-9 et 0-9771961-5-1)
- (en) Alan Palmer et Prince Michael of Greece, The Royal House of Greece, Weidenfeld Nicolson Illustrated, 1990 (ISBN 0-297-83060-0)
- (es) Ricardo Mateos Sainz de Medrano, La Familia de la Reina Sofía : La Dinastía griega, la Casa de Hannover y los reales primos de Europa, Madrid, La Esfera de los Libros, 2004, 573 p. (ISBN 84-9734-195-3)
- (en) John Van der Kiste, Kings of the Hellenes : The Greek Kings, 1863-1974, 1994, 200 p. (ISBN 0-7509-2147-1)

### Sur Hélène et la famille royale de Roumanie
- (fr) Jean-Paul Besse, Ileana, l'archiduchesse voilée, Versailles, Via romana, 2010, 183 p. (ISBN 978-2-916727-74-5)
- (fr) Guy des Cars, Les Reines de Cœur de Roumanie, Paris, Michel Lafon, 1991, 357 p. (ISBN 2-86391-441-3)
- (fr) Guy Gauthier, Missy : Reine de Roumanie, Paris, France Empire, 1994, 359 p. (ISBN 2-7048-0754-X)
- (en) Julia Gelardi, Born to Rule : Granddaughters of Victoria, Queens of Europe, Headline Review, 2006, 457 p. (ISBN 0-7553-1392-5)
- (fr) Lilly Marcou, Le Roi trahi : Carol II de Roumanie, Paris, Pygmalion, 2002, 398 p. (ISBN 2-85704-743-6)
- (en) Hannah Pakula, The Last Romantic : A Biography of Queen Marie of Roumania, Weidenfeld & Nicolson History, 1996, 510 p. (ISBN 1-85799-816-2)
- (en) Ivor Porter, Michael of Romania : The King and the Country, Thrupp, Sutton Publishing Ltd, 2005, 328 p. (ISBN 0-7509-3847-1)

### Bases de données et dictionnaires
- Ressource relative à la vie publique :   - Documents diplomatiques suisses 1848-1975
- Ressource relative aux beaux-arts :   - National Portrait Gallery
- Ressource relative à l'audiovisuel :   - IMDb
- Notices dans des dictionnaires ou encyclopédies généralistes :   - Enciclopedia De Agostini
  - Munzinger
  - Treccani
- Notices d'autorité :   - VIAF
  - GND
  - Argentine

### Autres liens externes
- Régine Salens, « Portrait : Hélène de Roumanie », sur Noblesse & Royauté, 26 février 2009 (consulté le 3 janvier 2016)
- (en) « Hohenzollern Family, Hohenzollern Elena (1896 - 1982) », sur Mémorial de Yad Vashem, 11 mars 1993 (consulté le 18 janvier 2016)